# Bahnstrecke München-Pasing–Herrsching
| |                        |                                     |                                     |
| Streckennummer (DB): | 5541                   |                                     |                                     |
| Kursbuchstrecke (DB): | 999.8                  |                                     |                                     |
| Streckenlänge: | 30,946 km              |                                     |                                     |
| Spurweite: | 1435 mm (Normalspur)   |                                     |                                     |
| Streckenklasse: | D4                     |                                     |                                     |
| Stromsystem: | 15 kV, 16,7 Hz ~       |                                     |                                     |
| Maximale Neigung: | 13,5 ‰                 |                                     |                                     |
| Minimaler Radius: | 285 m                  |                                     |                                     |
| Streckengeschwindigkeit: | 120 km/h               |                                     |                                     |
| Zugbeeinflussung: | PZB                    |                                     |                                     |
| Zweigleisigkeit: | München-Pasing–Weßling |                                     |                                     |
| |                        |                                     |                                     |
| \| \| \| von München Hbf \| \| \| \| \| von München-Mittersendling \| \| \| \| 0,000 \| München-Pasing \| 527 m \| \| \| \| nach Mammendorf, nach Buchloe \| \| \| \| 1,536 \| München-Westkreuz (Bft, seit 1970) \| 530 m \| \| \| \| nach Gauting \| \| \| \| 3,435 \| München-Neuaubing \| München-Neuaubing \| \| \| \| zum AW München-Neuaubing (bis 2015) \| \| \| \| 4,301 \| München-Freiham Hp (seit 2013) \| München-Freiham Hp (seit 2013) \| \| \| 5,262 \| München-Freiham (PV bis 1975) \| München-Freiham (PV bis 1975) \| \| \| 5,292 \| Bundesautobahn 99 (53 m) \| Bundesautobahn 99 (53 m) \| \| \| \| Anschluss Tanklager Krailling \| \| \| \| 6,108 \| Harthaus (seit 1947) \| Harthaus (seit 1947) \| \| \| 7,990 \| Germering-Unterpfaffenhofen \| 540 m \| \| \| 11,978 \| Geisenbrunn \| 572 m \| \| \| 14,010 \| Gilching-Argelsried \| 561 m \| \| \| 15,088 \| Neugilching (seit 1972) \| Neugilching (seit 1972) \| \| \| 15,926 \| Bundesautobahn 96 (73 m) \| Bundesautobahn 96 (73 m) \| \| \| 16,150 \| Weichselbaum (1936–1972) \| Weichselbaum (1936–1972) \| \| \| \| Anschluss Dornier-Werke \| \| \| \| 16,383 \| Weichselbaum (Awanst) \| Weichselbaum (Awanst) \| \| \| 18,859 \| Weßling (Oberbay) \| 591 m \| \| \| 22,791 \| Steinebach (ehem. Bf) \| 582 m \| \| \| 25,498 \| Seefeld-Hechendorf \| 559 m \| \| \| 30,946 \| Herrsching \| 540 m \| \| \| \| \| \| \| Quellen: [1][2][3][4][5] \| \| \| \| |                        |                                     |                                     |
| Strecke |                        | von München Hbf                     | von München Hbf                     |
| Abzweig geradeaus und von links |                        | von München-Mittersendling          | von München-Mittersendling          |
| Bahnhof | 0,000                  | München-Pasing                      | 527 m                               |
| Abzweig geradeaus und nach rechts |                        | nach Mammendorf, nach Buchloe       | nach Mammendorf, nach Buchloe       |
| Bahnhof | 1,536                  | München-Westkreuz (Bft, seit 1970)  | 530 m                               |
| Abzweig geradeaus und nach links |                        | nach Gauting                        | nach Gauting                        |
| Bahnhof | 3,435                  | München-Neuaubing                   | München-Neuaubing                   |
| Abzweig geradeaus und ehemals nach links |                        | zum AW München-Neuaubing (bis 2015) | zum AW München-Neuaubing (bis 2015) |
| Haltepunkt / Haltestelle | 4,301                  | München-Freiham Hp (seit 2013)      | München-Freiham Hp (seit 2013)      |
| Dienststation / Betriebs- oder Güterbahnhof | 5,262                  | München-Freiham (PV bis 1975)       | München-Freiham (PV bis 1975)       |
| Brücke | 5,292                  | Bundesautobahn 99 (53 m)            | Bundesautobahn 99 (53 m)            |
| Abzweig geradeaus und nach links |                        | Anschluss Tanklager Krailling       | Anschluss Tanklager Krailling       |
| Haltepunkt / Haltestelle | 6,108                  | Harthaus (seit 1947)                | Harthaus (seit 1947)                |
| Bahnhof | 7,990                  | Germering-Unterpfaffenhofen         | 540 m                               |
| Haltepunkt / Haltestelle | 11,978                 | Geisenbrunn                         | 572 m                               |
| Bahnhof | 14,010                 | Gilching-Argelsried                 | 561 m                               |
| Haltepunkt / Haltestelle | 15,088                 | Neugilching (seit 1972)             | Neugilching (seit 1972)             |
| Brücke | 15,926                 | Bundesautobahn 96 (73 m)            | Bundesautobahn 96 (73 m)            |
| ehemaliger Haltepunkt / Haltestelle | 16,150                 | Weichselbaum (1936–1972)            | Weichselbaum (1936–1972)            |
| Abzweig geradeaus und ehemals von links |                        | Anschluss Dornier-Werke             | Anschluss Dornier-Werke             |
| ehemalige Blockstelle | 16,383                 | Weichselbaum (Awanst)               | Weichselbaum (Awanst)               |
| Bahnhof | 18,859                 | Weßling (Oberbay)                   | 591 m                               |
| Haltepunkt / Haltestelle | 22,791                 | Steinebach (ehem. Bf)               | 582 m                               |
| Bahnhof | 25,498                 | Seefeld-Hechendorf                  | 559 m                               |
| Kopfbahnhof Streckenende | 30,946                 | Herrsching                          | 540 m                               |
| |                        |                                     |                                     |
| Quellen: |                        |                                     |                                     |

Die Bahnstrecke München-Pasing–Herrsching ist eine elektrifizierte, 31 Kilometer lange Hauptbahn in Oberbayern. Sie führt als Stichstrecke von München-Pasing über Germering, Gilching und Weßling nach Herrsching am Ufer des Ammersees. Die Strecke wird von der DB InfraGO betrieben und ist zwischen München-Pasing und Weßling zweigleisig ausgeführt.
Die Königlich Bayerischen Staatseisenbahnen nahmen die Strecke 1903 als Lokalbahn in Betrieb. Aufgrund ihrer großen Bedeutung im Ausflugsverkehr von München ins Fünfseenland erhielt sie 1913 zwischen Pasing und Freiham ein zweites Gleis und wurde bis 1925 auf gesamter Länge elektrifiziert. Seit 1972 wird die Strecke durch die S-Bahn München bedient und ist in den Münchner Verkehrs- und Tarifverbund (MVV) integriert. Zwischen 1981 und 1986 stattete die Deutsche Bundesbahn den Abschnitt Freiham–Weßling schrittweise mit einem zweiten Gleis aus, der Abschnitt Weßling–Herrsching ist hingegen weiterhin eingleisig.

## Geschichte

### Planung und Streckenvarianten
Anfang der 1880er Jahre gab es erste Bemühungen zum Bau einer Bahnstrecke von München an den Ammersee. Clemens Maria zu Toerring-Jettenbach stellte am 12. Juni 1881 den Antrag zur Errichtung einer Sekundärbahn von Pasing nach Ried bei Herrsching am Ammersee, die sein Schloss Seefeld erschließen sollte. Der Bayerische Landtag lehnte eine Bezuschussung dieses Projekts jedoch 1884 ab.

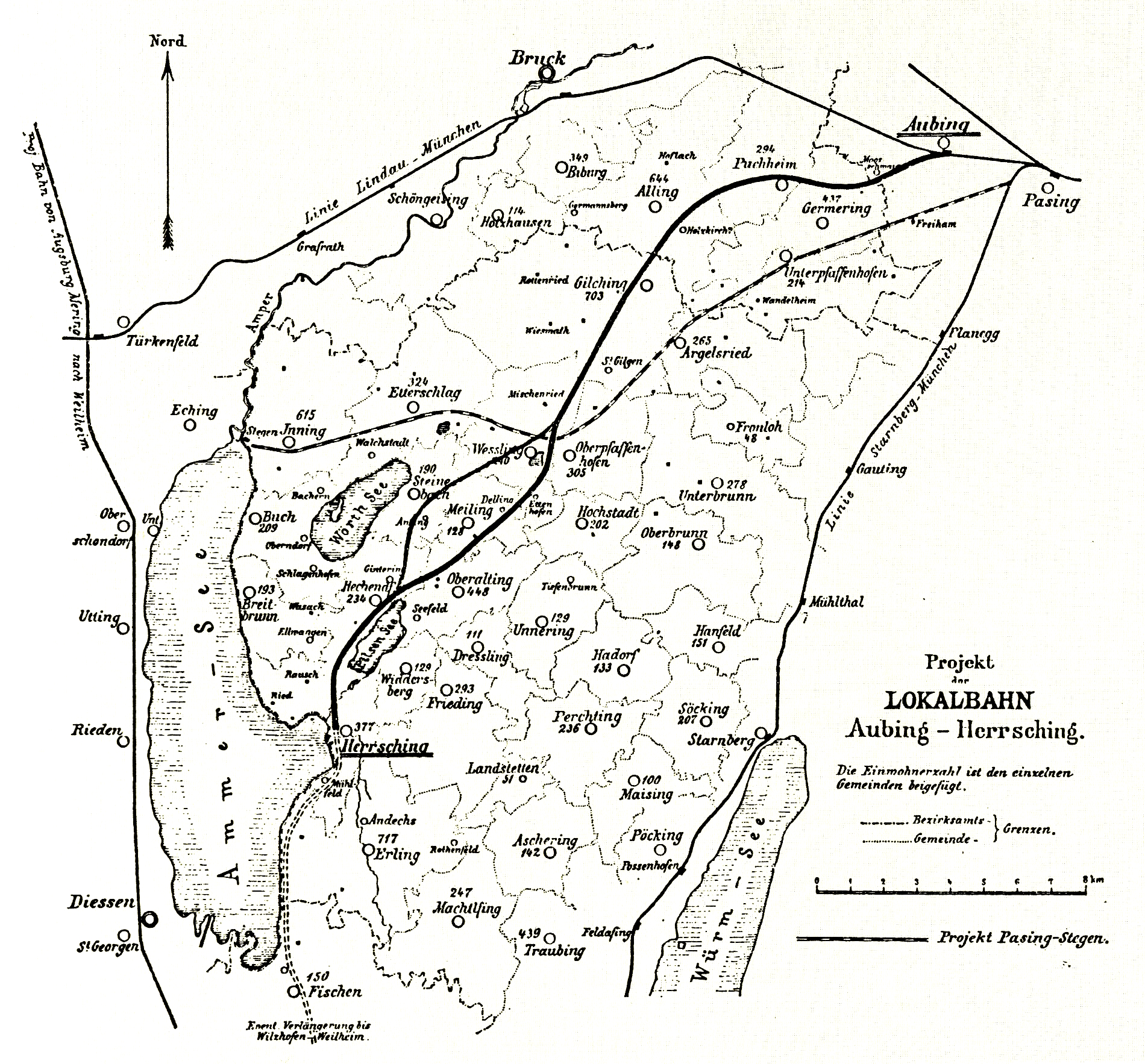
Projekte Pasing–Stegen und Aubing–Herrsching mit Varianten bei Steinebach und der nicht umgesetzten Verlängerung nach Wielenbach

Ab Mitte der 1890er Jahre setzten sich verschiedene Interessengruppen für eine Lokalbahn zum Ammersee ein. Vorrangiges Ziel war dabei eine Erschließung des Ammersees für den Ausflugsverkehr aus München. Es begann eine öffentliche Diskussion um die Streckenführung, da als Streckenendpunkte Stegen am Nordende des Ammersees und Herrsching am Ostufer zur Wahl standen. Für beide Varianten gründeten sich Komitees, die ihre jeweiligen Petitionen 1895 beim Landtag einreichten. Reichsrat Hugo Ritter von Maffei, der Besitzer der Ammersee-Amperschifffahrt, sprach sich für den Endpunkt Stegen aus. Stegen war Ausgangspunkt der Ammerseeschifffahrt und ermöglichte daher nach Ansicht der Befürworter eine bessere und gleichmäßigere Erschließung der Ortschaften an beiden Ufern des Ammersees. Zudem war die Strecke nach Stegen kürzer und direkter als die Herrschinger Variante. Für den Endpunkt Herrsching sprach hingegen die Nähe zum beliebten Ausflugsziel Andechs. Als Nachteil der Stegener Variante wurde die geringe Entfernung zur Bahnstrecke München–Buchloe und zur geplanten Lokalbahn Mering–Weilheim am Westufer des Ammersees gesehen, während durch eine Streckenführung nach Herrsching ein bisher wenig erschlossenes Gebiet angeschlossen werde. Hugo von Maffei wollte den benötigten Grund in seinen Gütern Freiham, Kleßheim und Wandlheim jedoch nur für eine Streckenführung nach Stegen abtreten. Das Herrschinger Eisenbahnkomitee plante daher anstelle des Streckenbeginns in Pasing eine weiter nördlich verlaufende Trasse mit Abzweigung von der Bahnstrecke München–Buchloe in Aubing ein. Der Reichsrat Hans Veit zu Toerring-Jettenbach stellte als Wortführer des Herrschinger Eisenbahnkomitees 10.000 Mark für die Verwirklichung dieser Variante zur Verfügung.
Am 14. März 1896 beschäftigte sich der Bayerische Landtag mit dem Bahnprojekt und traf aufgrund der höheren Erschließungswirkung eine Vorentscheidung für die Trasse nach Herrsching. Dabei befürwortete der Minister Friedrich Krafft von Crailsheim einen Beginn der Strecke in Aubing, um den Bahnhof Pasing zu entlasten. Im Februar 1899 einigten sich die beiden Interessengruppen schließlich auf den Endpunkt Herrsching. Da sich der von ihm gewünschte Endpunkt Stegen nicht durchsetzen ließ, sicherte Maffei nun doch eine kostenlose Abtretung seines Grundes für die Herrschinger Variante zu, sodass als Ausgangspunkt wieder Pasing vorgesehen wurde. Dies ermöglichte auf dem ersten Streckenkilometer eine parallele Führung zur Bahnstrecke München–Starnberg.

### Streckenbau
Am 2. März 1900 erteilte der Landtag schließlich die Genehmigung zur Errichtung der Lokalbahn, für die er Baukosten von drei Millionen Mark veranschlagte. Vorschläge zur Elektrifizierung und zur Errichtung als zweigleisige Hauptbahn wurden hingegen abgelehnt. Der bayerische Prinzregent Luitpold genehmigte den Streckenbau zum 30. Juni 1900. Im Sommer 1900 begannen die Königlich Bayerischen Staatseisenbahnen mit den Detailplanungen für die Trasse. Die Strecke wurde für die Errichtung in sechs Baulose unterteilt. Am 25. April 1901 begannen die Bauarbeiten am ersten Baulos bei Pasing. Dadurch konnte die Baustelle der 1900 genehmigten Centralwerkstätte Aubing noch im selben Jahr an das Schienennetz angebunden werden. Um den Einsatz von Hauptbahnfahrzeugen mit höheren Achslasten zu ermöglichen, erhielt die Lokalbahn einen Hauptbahnoberbau unter Verwendung von Altschienen.
Es kam jedoch nach Baubeginn 1901 weiterhin zu Diskussionen über den Streckenverlauf im südlichen Abschnitt zwischen Weßling und Herrsching: Im Bereich des Wörthsees wurden Varianten über Walchstadt, Schluifeld und Steinebach erwogen. Die Entscheidung fiel zugunsten einer Streckenführung zwischen den Orten Steinebach und Auing mit einem Bahnhof in Steinebach. Dafür wurde die ursprünglich geplante Trasse über Oberalting und entlang des Ostufers des Pilsensees zugunsten einer Streckenführung an dessen Westufer geändert.

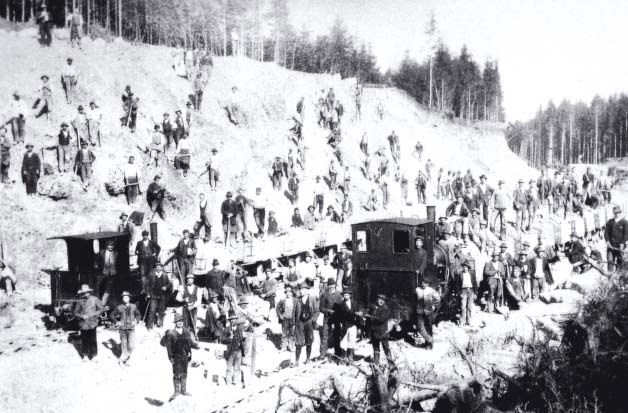
Bauarbeiten zum Durchstich der Meilinger Höhe (1902)

Im Juni 1902 konnten die Bayerischen Staatsbahnen schließlich die Bauarbeiten zwischen Weßling und Herrsching aufnehmen. Für den Durchstich der Meilinger Höhe sowie die Aufschüttung von Bahndämmen bei Auing, im Herrschinger Moos und auf dem Gelände für den Bahnhof Herrsching waren größere Erdarbeiten notwendig. Die Erdmassen wurden mit dampflokbetriebenen Feldbahnen befördert. Im Durchschnitt waren bei den Bauarbeiten 200 Arbeiter im Einsatz.
Die Teilstrecke von Pasing bis Weßling war im Sommer 1902 fertiggestellt, wurde jedoch noch nicht in Betrieb genommen. Am 23. Juni 1903 führten die Königlich Bayerischen Staatseisenbahnen die erste Probefahrt zur technischen Abnahme der Gesamtstrecke durch. Insgesamt betrugen die Baukosten für die Lokalbahn 2.757.274 Mark, von denen die am Bahnbau Interessierten 189.112 Mark übernehmen mussten.

### Betriebsaufnahme und erste Ausbauten

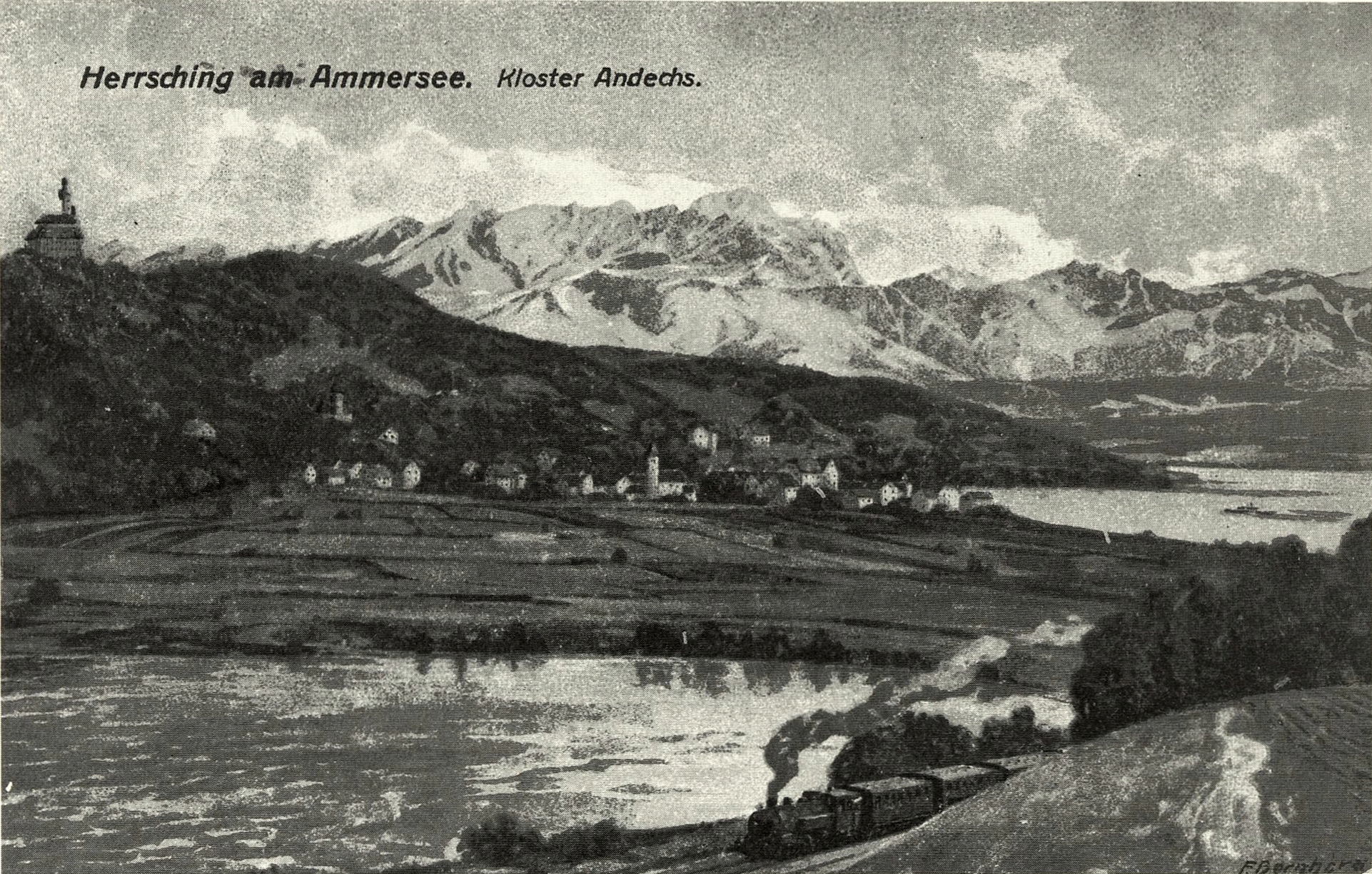
Dampflokbespannter Personenzug am Ufer des Pilsensees, im Hintergrund Herrsching und Kloster Andechs (Postkarte von 1905)

Einen Tag vor der Eröffnung, am 30. Juni 1903, kamen vier Sonderzüge zur Beförderung von 1100 Schulkindern auf der Strecke zum Einsatz. Am 1. Juli 1903 nahmen die Königlich Bayerischen Staatseisenbahnen die Lokalbahn von Pasing nach Herrsching feierlich in Betrieb. Zu Beginn verkehrten an Werktagen in jeder Richtung drei Personenzüge und zwei Güterzüge auf der Strecke, die Höchstgeschwindigkeit betrug 40 km/h. Obwohl an den Wochenenden im Sommer zwei zusätzliche Badezüge eingesetzt wurden, war die Strecke in dieser Jahreszeit oft überlastet. Gleich im Eröffnungsjahr war sie mit 126.275 Fahrgästen die meistbefahrene Lokalbahnstrecke der Region. Im ersten vollen Betriebsjahr 1904 nutzten 267.661 Fahrgäste die Strecke, sodass die Bayerischen Staatsbahnen einen Überschuss von 84.317 Mark erwirtschaften konnten. Die Zahl der jährlichen Personenkilometer stieg bis 1910 von 5,2 auf 10,3 Millionen an, sodass die Strecke nach Herrsching 1910 mit einem Überschuss von 98.464 Mark die wirtschaftlichste Lokalbahn Bayerns war.
Aufgrund des hohen Verkehrsaufkommens insbesondere im Ausflugsverkehr mussten die Königlich Bayerischen Staatseisenbahnen das Zugangebot immer weiter erhöhen. Die Kapazität der Bahnanlagen reichte für den gesteigerten Zugverkehr jedoch nicht aus, sodass Ausbaumaßnahmen notwendig wurden. Von 1905 bis 1906 erweiterten die Bayerischen Staatsbahnen den Bahnhof Herrsching um zusätzliche Abstellgleise. Durch geringfügige Nacharbeiten am Bahnkörper wurde 1906 die Höchstgeschwindigkeit auf der Strecke von 40 km/h auf 70 km/h angehoben. Aufgrund der Überschreitung der bei Lokalbahnen zugelassenen Höchstgeschwindigkeit von 40 km/h wurde die Strecke fortan als hauptbahnmäßig betriebene Nebenbahn geführt. Um die Streckenkapazität weiter zu erhöhen, statteten die Bayerischen Staatseisenbahnen von 1906 bis 1910 alle Bahnhöfe mit mechanischen Stellwerken und Signalanlagen aus und errichteten in Freiham, Steinebach und Seefeld-Hechendorf zusätzliche Ausweichgleise.
Für die in Bau befindliche Centralwerkstätte Aubing nahmen die Königlich Bayerischen Staatseisenbahnen am 20. November 1905 zwischen Pasing und Freiham an der Abzweigung des Werkszufahrtsgleises den Haltepunkt Zentralwerkstätte Aubing in Betrieb. Die Centralwerkstätte selbst nahm am 1. Oktober 1906 den Betrieb auf. Die Zuführungsfahrten zur Centralwerkstätte führten zu einem weiteren Engpass auf der eingleisigen Strecke. Daher beschlossen die Königlich Bayerischen Staatseisenbahnen, die Lokalbahn auf diesem Abschnitt zweigleisig auszubauen. Das zweite Streckengleis zwischen Pasing und dem Bahnhof Freiham ging am 23. Juli 1913 in Betrieb. Planungen, das zweite Gleis bis Weßling weiterzuführen und die Strecke mit einem Streckenblock auszustatten, wurden vorerst nicht verwirklicht.
Im Ersten Weltkrieg kam es zu einem Mangel an Fahrzeugen, sodass die Zahl der Züge reduziert werden musste. Ab dem 1. Oktober 1918 betrieben die Bayerischen Staatsbahnen den Abschnitt Pasing–Freiham vorübergehend nur noch eingleisig, nahmen nach Kriegsende jedoch den zweigleisigen Betrieb wieder auf.

### Elektrifizierung und Zweiter Weltkrieg
Ab 1904 stellte Oskar von Miller im Auftrag des Königlich Bayerischen Staatsministeriums für Verkehrsangelegenheiten erste Berechnungen für eine Elektrifizierung der Lokalbahn Pasing–Herrsching auf, die aber zunächst nicht weiterverfolgt wurden. Anfang der 1920er Jahre beschloss die Deutsche Reichsbahn, die durch den Ausflugsverkehr stark belastete Herrschinger Strecke zusammen mit den Bahnstrecken München–Garmisch-Partenkirchen, Tutzing–Kochel und Weilheim–Peißenberg zu elektrifizieren. Im Sommer 1924 begannen die Bauarbeiten, die durch die Siemens-Schuckertwerke ausgeführt wurden. Im Herrschinger Moos zwischen Seefeld-Hechendorf und Herrsching führte der Moorgrund zu Problemen bei der Standfestigkeit, sodass die Oberleitungsmasten in diesem Abschnitt mit Querträgern im Bahndamm verankert werden mussten. Auf der ganzen Strecke kamen Eisengittermasten zum Einsatz, die bis zum 30. September 1924 größtenteils aufgestellt waren. Die Oberleitung der Strecke wurde vom bis 1925 neu errichteten Unterwerk Pasing gespeist. Erste elektrische Probefahrten führte die Deutsche Reichsbahn-Gesellschaft (DRG) ab Januar 1925 durch. Die Kosten für die Elektrifizierung betrugen insgesamt 1.131.800 Goldmark.
Am 1. August 1925 (nach anderen Angaben am 27. Mai 1925) nahm die DRG den planmäßigen elektrischen Zugbetrieb zwischen Pasing und Herrsching auf. Gleichzeitig führte sie ein neues Fahrplankonzept ein, mit dem sich die Zahl der Züge auf der Strecke in etwa verdoppelte. Durch die bessere Beschleunigung und höhere Geschwindigkeit der Elektrolokomotiven konnte die Fahrzeit um 20 Minuten reduziert werden.
Ab 1915 bemühten sich Bewohner des südöstlichen Ammerseeufers um eine Verlängerung der Strecke von Herrsching über Aidenried und Vorderfischen bis nach Wielenbach an der Lokalbahn Mering–Weilheim. 1921 verfasste der Weilheimer Stadtrat ein Gesuch zur Streckenverlängerung an die bayerische Regierung, mit dem sich der bayerische Landtag am 15. Juni 1921 befasste. Auf einer Versammlung am 24. November 1926 beschlossen die am Bahnbau interessierten Ortschaften die Aufnahme von Planungsarbeiten. Da die Strecke jedoch als unwirtschaftlich beurteilt wurde und die benötigten finanziellen Mittel fehlten, wurde das Projekt nicht verwirklicht.
Im Zuge des ab 1938 entwickelten S-Bahn-Projekts für München plante die Deutsche Reichsbahn auf der Strecke einen 20-Minuten-Takt bis Unterpfaffenhofen-Germering und einen 60-Minuten-Takt bis Herrsching. Dafür sollte der eingleisige Abschnitt von Freiham nach Herrsching zweigleisig ausgebaut werden. Im Zuge des Zweiten Weltkriegs wurden diese Planungen 1941 eingestellt.
Im Zweiten Weltkrieg war die Strecke ab 1944 zunehmend Ziel von Luftangriffen, da sie mit dem Ausbesserungswerk Neuaubing, dem Tanklager Krailling der Wirtschaftlichen Forschungsgesellschaft und den Dornier-Werken mehrere strategisch wichtige Betriebe anschloss. Aufgrund von Beschädigungen der elektrischen Oberleitung musste die Deutsche Reichsbahn häufig auf den Einsatz von Dampflokomotiven zurückgreifen. Der Bahnhof Neuaubing wurde am 21. Juli 1944 bei einem Luftangriff der United States Army Air Forces schwer beschädigt. Am 29. April 1945 stellte die Deutsche Reichsbahn den Zugverkehr auf der Strecke ein; bis zum 30. April wurde die Strecke durch die amerikanischen Truppen eingenommen. Am 23. Juli 1945 wurde der Zugverkehr zwischen Pasing und Herrsching wieder aufgenommen.

Am 19. Juni 1951 ereignete sich ein schwerer Eisenbahnunfall an einem Bahnübergang zwischen Seefeld-Hechendorf und Herrsching. Als den Bahnübergang, dessen Schranken nicht geschlossen waren, ein mit 24 Ausflüglern besetzter Lkw querte, wurde er von einem Zug erfasst. 16 Menschen starben. 
1953 löste die Deutsche Bundesbahn die für die Strecke zuständige Bahnmeisterei im Bahnhof Herrsching auf und ordnete die Strecke der Bahnmeisterei in München-Pasing zu. Aufgrund des hohen Verkehrsaufkommens stufte die Deutsche Bundesbahn die Strecke Pasing–Herrsching am 15. August 1957 von einer Nebenbahn zur Hauptbahn auf. In den 1950er Jahren endete die Beförderung von Bahnpost zwischen München und Herrsching.

### Ausbau für den S-Bahn-Betrieb

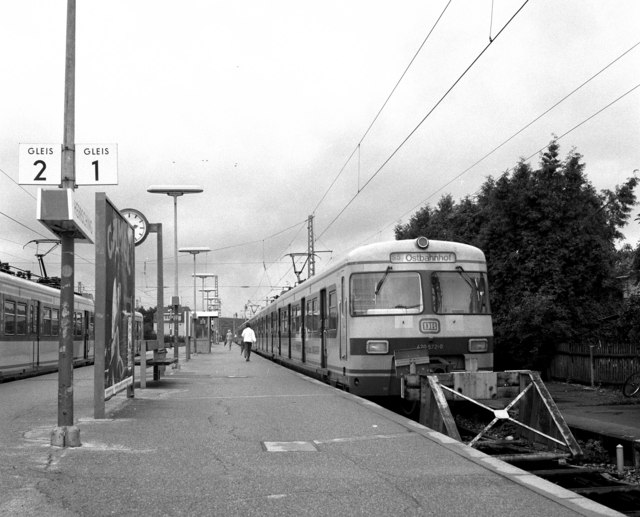
Bahnhof Herrsching mit erhöhtem S-Bahn-Bahnsteig und Triebwagen der Baureihe 420 (1982)

1959 nahm die Deutsche Bundesbahn erneut Planungen für ein Münchner S-Bahn-Netz auf, in das die Strecke Pasing–Herrsching integriert werden sollte. 1969 begann der Umbau der Strecke für den S-Bahn-Betrieb. Auf den ersten 1,5 Kilometern wurde die Herrschinger Strecke mit der Vorortbahn Pasing–Gauting zusammengelegt und zweigte ab dem 31. Mai 1970 erst am neu errichteten Haltepunkt München-Westkreuz von der Vorortbahn ab. Die Stationen entlang der Strecke erhielten neue 76 cm hohe Bahnsteige und in den Bahnhöfen Unterpfaffenhofen-Germering, Gilching-Argelsried, Weßling und Steinebach wurden höhenfreie Bahnsteigzugänge eingerichtet. Zudem erweiterte die Deutsche Bundesbahn die Bahnhöfe Unterpfaffenhofen-Germering und Gilching-Argelsried um ein zusätzliches drittes Gleis. Die Bahnsteigsperren wurden an allen Stationen aufgehoben. Am 1. Mai 1972 legte die Deutsche Bundesbahn im Zuge des S-Bahn-Baus den Haltepunkt Weichselbaum still und nahm etwa einen Kilometer nordöstlich den neuen Haltepunkt Neugilching in Betrieb. Am 28. Mai 1972 nahm die Deutsche Bundesbahn den Betrieb der S-Bahn München auf. Ab Beginn des S-Bahn-Betriebs war die Bahnstrecke nach Herrsching vollständig in den neuen Münchner Verkehrs- und Tarifverbund (MVV) integriert.
Für den höheren Energiebedarf der S-Bahn-Triebwagen der Baureihe 420 mit einer Stundenleistung von 2400 kW reichte die Stromversorgung nicht mehr aus, sodass zunächst keine Langzüge aus drei Einheiten auf der Strecke fahren konnten. Behelfsweise stellte die Deutsche Bundesbahn 1972 ein fahrbares Unterwerk am Haltepunkt Geisenbrunn auf.
Durch den S-Bahn-Betrieb und das Einwohnerwachstum der Orte Harthaus, Unterpfaffenhofen, Germering, Gilching und Argelsried kam es zu einem starken Anstieg der Fahrgastzahlen, die in den Jahren 1973 bis 1982 von 33.370 auf 43.950 pro Tag zunahmen. Die eingleisige Strecke war zunehmend überlastet, sodass weitere Ausbauten der Streckeninfrastruktur notwendig wurden. Um auf der gesamten Strecke einen festen 10-Minuten-Takt erreichen zu können, plante die Deutsche Bundesbahn ab 1973 im Rahmen der Zweiten Ausbaustufe der S-Bahn München den zweigleisigen Ausbau der Strecke von Freiham bis Herrsching. Ende 1980 schlossen die Deutsche Bundesbahn und der Freistaat Bayern den Vertrag zum Streckenausbau. 1981 begannen die Bauarbeiten, die bei laufendem Betrieb durchgeführt wurden. Im Zuge des zweigleisigen Ausbaus ersetzte die Deutsche Bundesbahn sechs Bahnübergänge durch höhenfreie Kreuzungsbauwerke, sodass die Schrankenposten in Harthaus, Germering und Gilching entfallen konnten. Die Gleisanlagen in Unterpfaffenhofen-Germering, Gilching-Argelsried und Weßling wurden für den zweigleisigen Betrieb angepasst und in Harthaus, Unterpfaffenhofen-Germering, Geisenbrunn und Neugilching zusätzliche Bahnsteige errichtet. Zudem ersetzte die Deutsche Bundesbahn die bisherige Oberleitung, die zum Teil noch von 1930 stammte, durch eine neue Regeloberleitung der Bauart Re 160. Die Strecke wurde für eine Höchstgeschwindigkeit von 120 km/h ertüchtigt. 1985 nahm die Deutsche Bundesbahn zwei Drucktastenstellwerke in Weßling und Herrsching in Betrieb, welche die verbliebenen mechanischen Stellwerke entlang der Strecke ersetzten. Anstelle des provisorischen fahrbaren Unterwerks nahm in Geisenbrunn 1985 ein stationäres Unterwerk den Betrieb auf.
Nach dreijähriger Bauzeit nahm die Deutsche Bundesbahn am 27. September 1984 das zweite Gleis zwischen Freiham und Unterpfaffenhofen-Germering in Betrieb. Ab dem 3. September 1985 war der Abschnitt von Gilching-Argelsried nach Weßling zweigleisig befahrbar. Auf dem dazwischenliegenden Streckenabschnitt von Unterpfaffenhofen-Germering bis Gilching-Argelsried nahm die Deutsche Bundesbahn schließlich am 22. Dezember 1986 den zweigleisigen Betrieb auf. Durch den Ausbau konnte die Fahrzeit auf der Strecke zum Fahrplanwechsel am 28. Mai 1987 um sechs bis acht Minuten verkürzt und ein ganztägiger 20-Minuten-Takt bis Weßling eingeführt werden. Der zweigleisige Ausbau des letzten Abschnittes von Weßling bis Herrsching wurde hingegen zurückgestellt, sodass dieser Streckenabschnitt weiterhin nur eingleisig ist; einzige Ausnahme ist der für die Zugkreuzungen verwendete Bahnhof Seefeld-Hechendorf.
In der Folge der Ausbauten nahmen die Fahrgastzahlen auf der Strecke Pasing–Herrsching zwischen 1987 und 1992 von 43.655 auf 45.250 pro Tag zu. Bis 2001 stieg die Auslastung weiter auf 46.750 Fahrgäste pro Tag.
Am 12. Juni 2012 begannen wegen bedeutender Neubauvorhaben in Freiham die Bauarbeiten für den neuen S-Bahn-Haltepunkt München-Freiham. Er befindet sich im Zentrum des Ortsteils, einen Kilometer östlich des alten, nicht mehr im Personenverkehr bedienten Bahnhofs Freiham. Der Haltepunkt wurde am 14. September 2013 in Betrieb genommen.
Im Zuge der Planungen für die Zweite Stammstrecke der S-Bahn München beschlossen der Freistaat Bayern und das Bundesverkehrsministerium am 25. Oktober 2016 einen Ausbau der Bahnstrecke Pasing–Herrsching durch mehrere netzergänzende Maßnahmen, die eine Verdichtung des Zugangebots ermöglichen. Die höhengleiche Abzweigung der Herrschinger Strecke von der Vorortbahn München–Gauting in Westkreuz soll durch ein Überwerfungsbauwerk ersetzt werden. Im Bahnhof Weßling ist die Errichtung eines Stumpfgleises zum Abstellen und Wenden von S-Bahn-Zügen westlich des Mittelbahnsteigs und ein barrierefreier Ausbau geplant. Zwischen Steinebach und Seefeld-Hechendorf plant die Deutsche Bahn die Einrichtung eines zweigleisigen Begegnungsabschnittes und den Ausbau des Haltepunkts Steinebach zur Überleitstelle mit zwei neuen Außenbahnsteigen. 2025 ging die Deutsche Bahn beim Ausbau Steinebach–Seefeld von einem Baubeginn ab 2026 aus. Die Ausbauten sollen spätestens mit Eröffnung der Zweiten Stammstrecke fertiggestellt werden.
Im Rahmen des Projektes „Bahnausbau Region München“ wurden Gutachten durchgeführt, die einen zusätzlichen S-Bahnhalt Weichselbaum sehr positiv bewerten. Ein dortiger Halt würde die dortigen Unternehmen besser erschließen.

## Streckenbeschreibung

### Verlauf

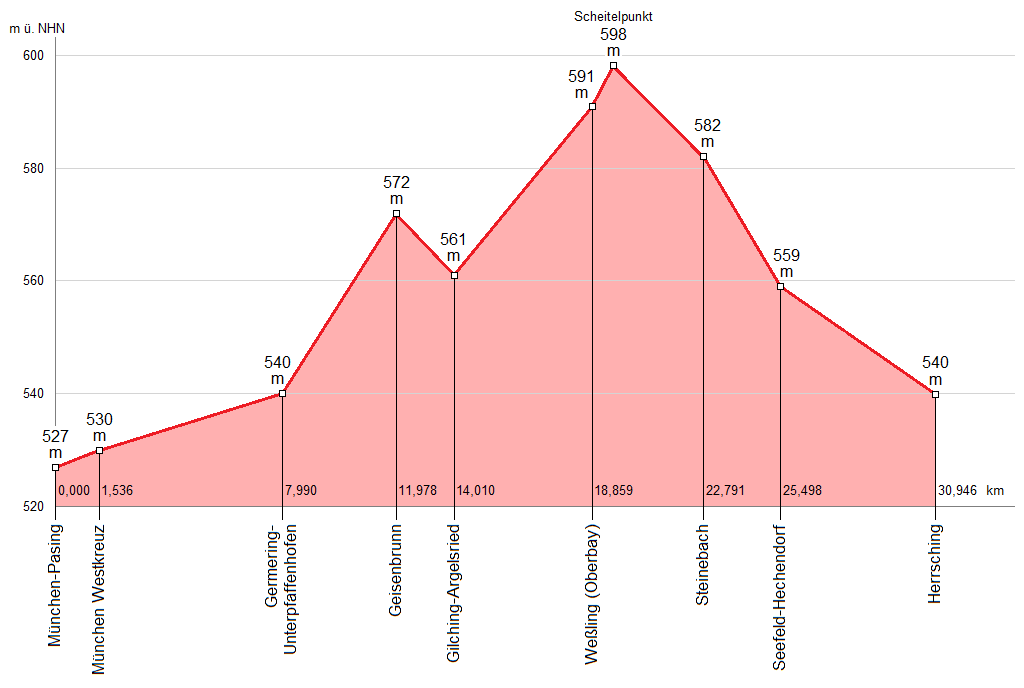
Höhenprofil der Strecke Pasing–Herrsching

Die Bahnstrecke begann bis 1970 bei Streckenkilometer 0,0 im Bahnhof Pasing. Sie fädelte zwischen der Vorortbahn München–Gauting und der Bahnstrecke München–Buchloe in nordwestlicher Richtung aus dem Bahnhof aus und bog parallel zur Vorortbahn und zur Bahnstrecke München–Garmisch-Partenkirchen nach Südwesten ab. Seit 1970 beginnt die Herrschinger Strecke bei Kilometer 1,536 am Bahnhofsteil München-Westkreuz. Südlich der Station Westkreuz verlässt sie die Trasse der Vorortbahn, überquert die Bodenseestraße und schwenkt in einer engen Kurve nach Westen. Im Süden von Neuaubing führt sie, parallel zur Bodenseestraße, nördlich am ehemaligen Neuaubinger Schlafwagen-Ausbesserungswerk vorbei und erreicht nördlich des ehemaligen Ausbesserungswerks Neuaubing den Bahnhof München-Neuaubing bei Kilometer 3,435. Nördlich an der Kolonie Neuaubing vorbeiführend verlässt die Strecke Neuaubing und durchquert das Neubaugebiet Freiham. Im Bereich des Bahnhofs Freiham überquert sie mit einer Brücke den Autobahnring München. Weiterhin in südwestlicher Richtung verlaufend, trifft die Strecke am Haltepunkt Harthaus auf die Münchner Stadtgrenze und das Siedlungsgebiet von Germering. Zwischen Neugermering und Harthaus hindurch erreicht die Strecke bei Kilometer 7,99 den Bahnhof Germering-Unterpfaffenhofen zwischen Unterpfaffenhofen im Süden und dem Germeringer Stadtzentrum im Norden.
Nach 1,5 Kilometern verlässt die Trasse in einer Linkskurve das Ortsgebiet von Germering und führt stetig ansteigend zwischen den Einöden Wandlheim und Kleßheim hindurch. Am Höhenzug Parsberg quert die Strecke in einem Einschnitt die Wasserscheide zwischen Würm und Amper und biegt bei Geisenbrunn zunächst in nordwestliche Richtung ab. In mehreren Kurven führt sie dann durch hügeliges Gebiet erneut nach Südwesten und erreicht im Gefälle das Ortsgebiet von Argelsried. Nach dem Bahnhof Gilching-Argelsried bei Kilometer 14,01 durchquert die Trasse Neugilching und führt nach Verlassen des Ortsgebiets mit einer Brücke über die Autobahn A 96. Wieder ansteigend verläuft die Strecke nordwestlich des Flugplatzes Oberpfaffenhofen über den Ort Weichselbaum gerade in südwestlicher Richtung, führt nördlich an Oberpfaffenhofen vorbei und erreicht bei Kilometer 18,859 den Bahnhof Weßling.

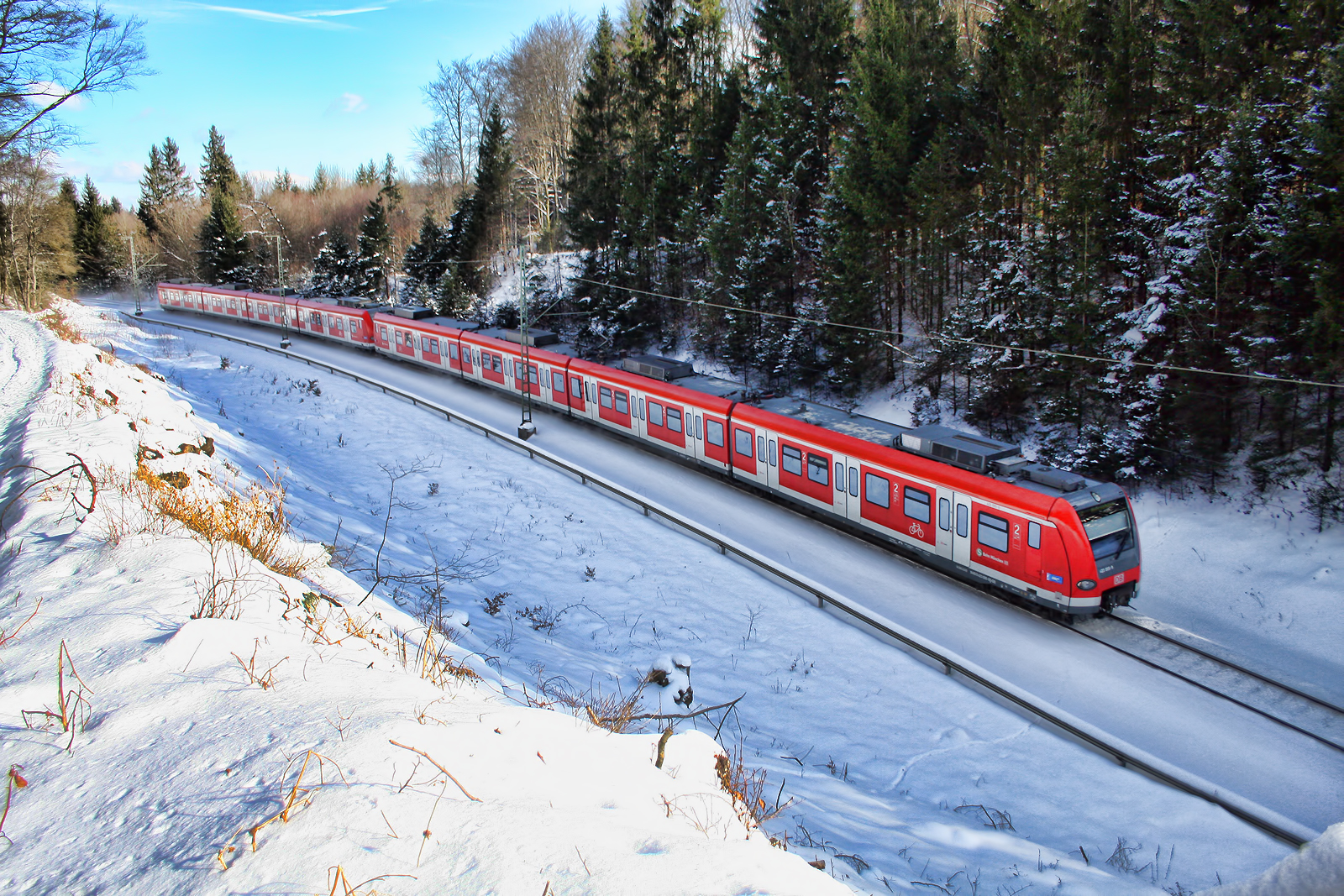
S-Bahn-Triebwagen der Baureihe 423 an der Meilinger Höhe (2015)

In einer Doppelkurve umfährt die Strecke in 250 Metern Entfernung den Weßlinger See und erreicht noch im Ortsgebiet von Weßling bei Kilometer 19,6 mit 598,2 Metern über Normalhöhennull ihren höchsten Punkt. Nun stetig abfallend durchbricht die Trasse in einem Einschnitt den Höhenzug am Meilinger Wald und nähert sich in mehreren Kurven bis auf 900 Meter dem Wörthsee. Nach dem Bahnhof Steinebach biegt sie bei Auing nach Süden ab und führt auf einem Bahndamm durch das hügelige Gelände. Am nördlichen Ortsrand von Hechendorf schwenkt sie in einer Rechtskurve erneut nach Südwesten und erreicht 700 Meter südlich des Bahnhofs Seefeld-Hechendorf das Westufer des Pilsensees, dem sie über 2,5 Kilometer folgt. Am Südende des Pilsensees biegt die Strecke wieder nach Süden ab und durchquert auf einem Bahndamm das Herrschinger Moos. Bei Kilometer 30,0 tritt sie, weiterhin auf einem Damm verlaufend, in das Ortsgebiet von Herrsching ein und erreicht östlich des Ammersees bei Streckenkilometer 30,946 ihren Endbahnhof Herrsching auf einer Höhe von 539,8 Metern über Normalhöhennull.

### Betriebsstellen

#### München-Pasing
Der Bahnhof München-Pasing (Lage) war von 1903 bis 1970 der Ausgangspunkt der Bahnstrecke nach Herrsching. Die München-Augsburger Eisenbahn-Gesellschaft nahm den Haltepunkt Pasing 1839 mit der Bahnstrecke München–Augsburg in Betrieb. Mit der Eröffnung der Bahnstrecke München–Starnberg wurde er 1854 zum Bahnhof und erhielt ein erstes Empfangsgebäude. 1873 nahmen die Königlich Bayerischen Staatseisenbahnen die Bahnstrecke München–Buchloe in Betrieb und errichteten ein neues größeres Empfangsgebäude, das bis heute in Betrieb ist. Die Gleisanlagen des Bahnhofs wurden in den 1950er Jahren nach Norden verlegt.

#### München-Westkreuz
Die Station München-Westkreuz (Lage) ist ein Bahnhofsteil des Bahnhofs München-Pasing und befindet sich an der Grenze der Münchner Stadtteile Pasing im Osten und Aubing im Westen. Der Haltepunkt wurde zur Erschließung der neuen Siedlung Am Westkreuz ab 1962 geplant und ging am 31. Mai 1970 unter dem Namen Westkreuz in Betrieb. Seit 1970 zweigt die Herrschinger Strecke im Bahnhofsteil Westkreuz höhengleich von der Vorortbahn München–Gauting ab. Mit Beginn des S-Bahn-Betriebs erhielt der Haltepunkt zum 28. Mai 1972 den neuen Namen München-Westkreuz. Er ist mit einem 213 m langen Mittelbahnsteig ausgestattet, der teilweise überdacht ist. Der Zugang zum Bahnsteig erfolgt am Nordende über die Aubinger Straße, welche die Streckengleise im Bereich der Station durch eine Unterführung quert, sowie am Südende von der Friedrichshafener Straße aus.
Mit der Verlängerung der U-Bahn nach Freiham ist eine Haltestelle Westkreuz geplant.

#### München-Neuaubing

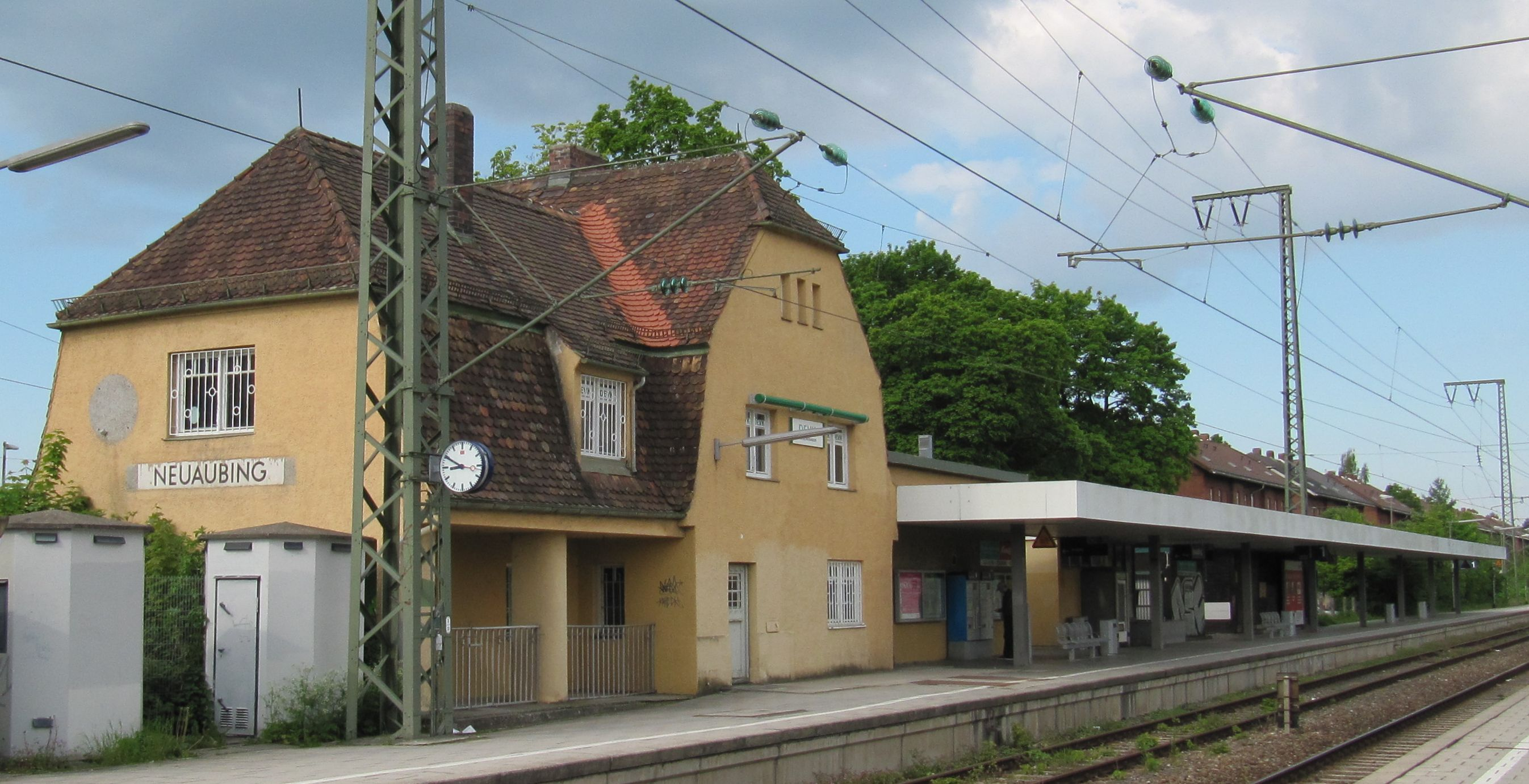
Bahnhof München-Neuaubing (2010)

Der Bahnhof München-Neuaubing (Lage) liegt im Süden des Münchner Stadtteils Neuaubing nördlich des ehemaligen Ausbesserungswerks München-Neuaubing (bis 1915 als Centralwerkstätte Aubing bezeichnet). Die Königlich Bayerischen Staatseisenbahnen nahmen die Station am 20. November 1905 zunächst als Halteplatz Zentralwerkstätte Aubing in Betrieb. Ab 1906 war der Halteplatz mit einem Toilettengebäude und Unterständen ausgestattet. Mit Inbetriebnahme der Centralwerkstätte stuften sie den Halteplatz 1906 zum Bahnhof mit eigenem Stellwerk auf, an dem östlich des Bahnsteigs die Verbindungsgleise zur Centralwerkstätte abzweigten. 1908 errichteten die Bayerischen Staatsbahnen ein zweigeschossiges Empfangsgebäude mit Mansarddach und benannten den Bahnhof zum 1. Oktober 1908 in Neuaubing um. Von 1913 bis 1999 war das Ausbesserungswerk der Internationalen Schlafwagen-Gesellschaft an den Bahnhof Neuaubing angebunden, zudem waren Gleisanschlüsse zu einer Kiesgrube und von den 1950er Jahren bis 1997 zu einem Gas-Tanklager vorhanden. Nach dem zweigleisigen Streckenausbau war der Bahnhof ab 1913 mit einem Haus- und einem Zwischenbahnsteig ausgestattet.
Für den S-Bahn-Betrieb nahm die Deutsche Bundesbahn zwei neue, teilweise überdachte Außenbahnsteige in Betrieb und benannte den Bahnhof am 28. Mai 1972 in München-Neuaubing um. Nach der 2001 erfolgten Stilllegung des Ausbesserungswerks Neuaubing baute die Deutsche Bahn im April 2015 die Verbindungsgleise und -weichen zum Werksgelände zurück, seitdem ist am Bahnhof Neuaubing nur noch eine für den Betrieb nicht nutzbare Weiche vorhanden.

#### München-Freiham Hp
Der Haltepunkt München-Freiham (Lage) wurde zur Anbindung des Neubaugebiets Freiham am 14. September 2013 eröffnet. Er liegt etwa einen Kilometer östlich des alten Bahnhofs Freiham und verfügt über zwei überdachte Außenbahnsteige.

#### München-Freiham

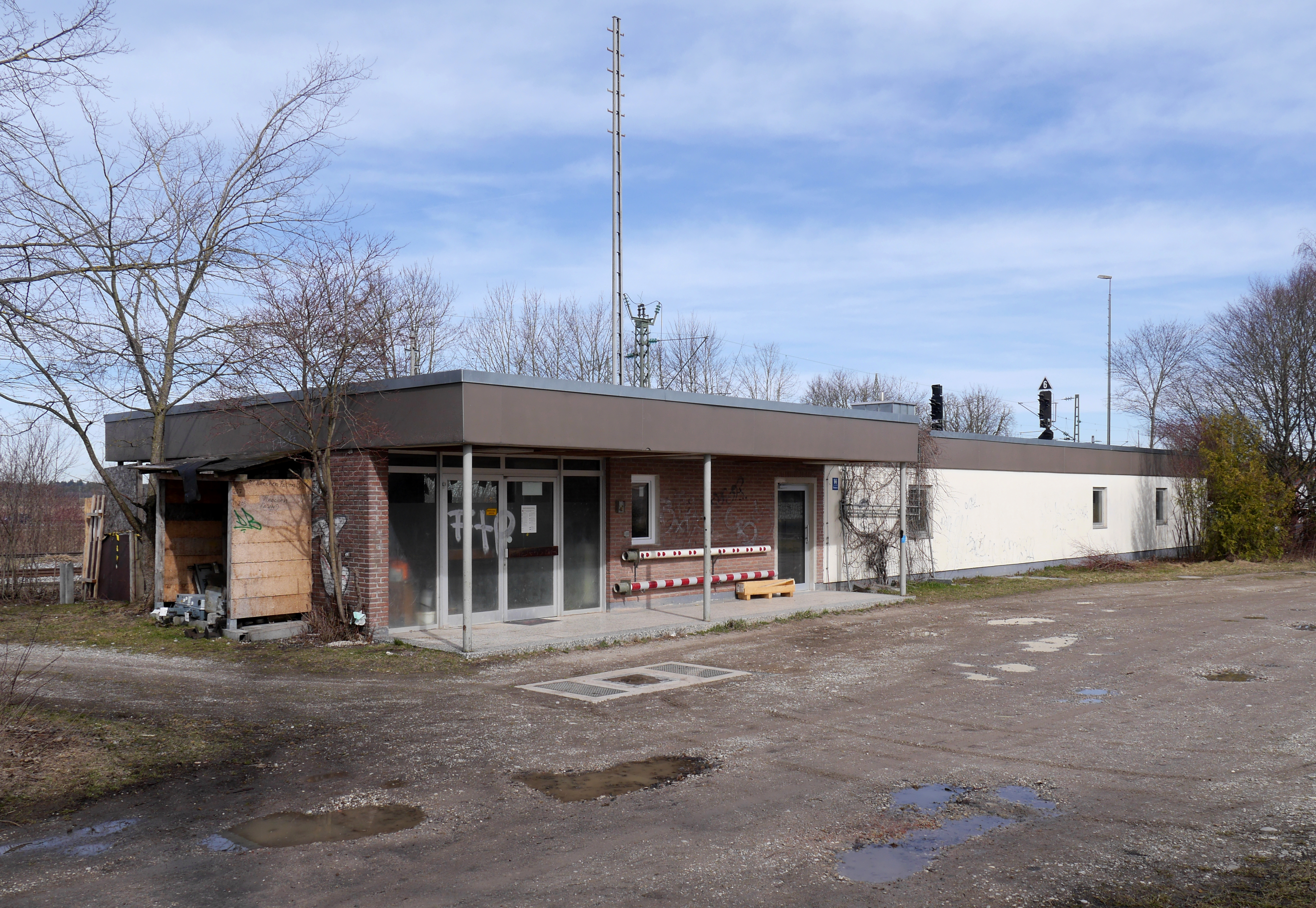
Empfangsgebäude des Bahnhofs Freiham (2019)

Der Bahnhof München-Freiham (Lage) befindet sich nördlich des Gutshofs Freiham. Zunächst als Haltestelle errichtet, ist er seit 1908 ein Bahnhof mit Ausweichgleis und Stellwerk. Bei seiner Eröffnung verfügte er über ein eingeschossiges Empfangsgebäude mit Holzverkleidung, das um 1970 durch einen neuen Flachbau ersetzt wurde. Seit 1935 zweigt in Freiham ein Gleisanschluss zum Tanklager Krailling ab. Am 1. Juni 1975 stellte die Deutsche Bundesbahn den Personenverkehr am Bahnhof Freiham wegen geringer Fahrgastzahlen ein; als Betriebsbahnhof ist er hingegen weiterhin in Betrieb.

#### Harthaus
Der Haltepunkt Harthaus (Lage) liegt auf der Stadtgrenze von München und Germering, zwischen den Germeringer Ortsteilen Harthaus im Süden und Neugermering im Norden. Der unbesetzte Haltepunkt ging am 5. Oktober 1947 in Betrieb. Als Stationsgebäude war ein einfacher Güterwagenkasten vorhanden, der als Schrankenwärter- und Warteraum diente. Für den S-Bahn-Betrieb erhielt der Haltepunkt einen neuen Außenbahnsteig. Mit dem zweigleisigen Ausbau errichtete die Deutsche Bundesbahn zwischen 1981 und 1984 einen zweiten Außenbahnsteig und ersetzte den Wagenkasten durch ein eingeschossiges Gebäude in Klinker-Bauweise mit Kiosk und Toilettenanlagen. Der westlich des Haltepunkts gelegene Bahnübergang und Schrankenposten wurde 1984 mit der Fertigstellung einer Straßenunterführung aufgelassen.

#### Germering-Unterpfaffenhofen

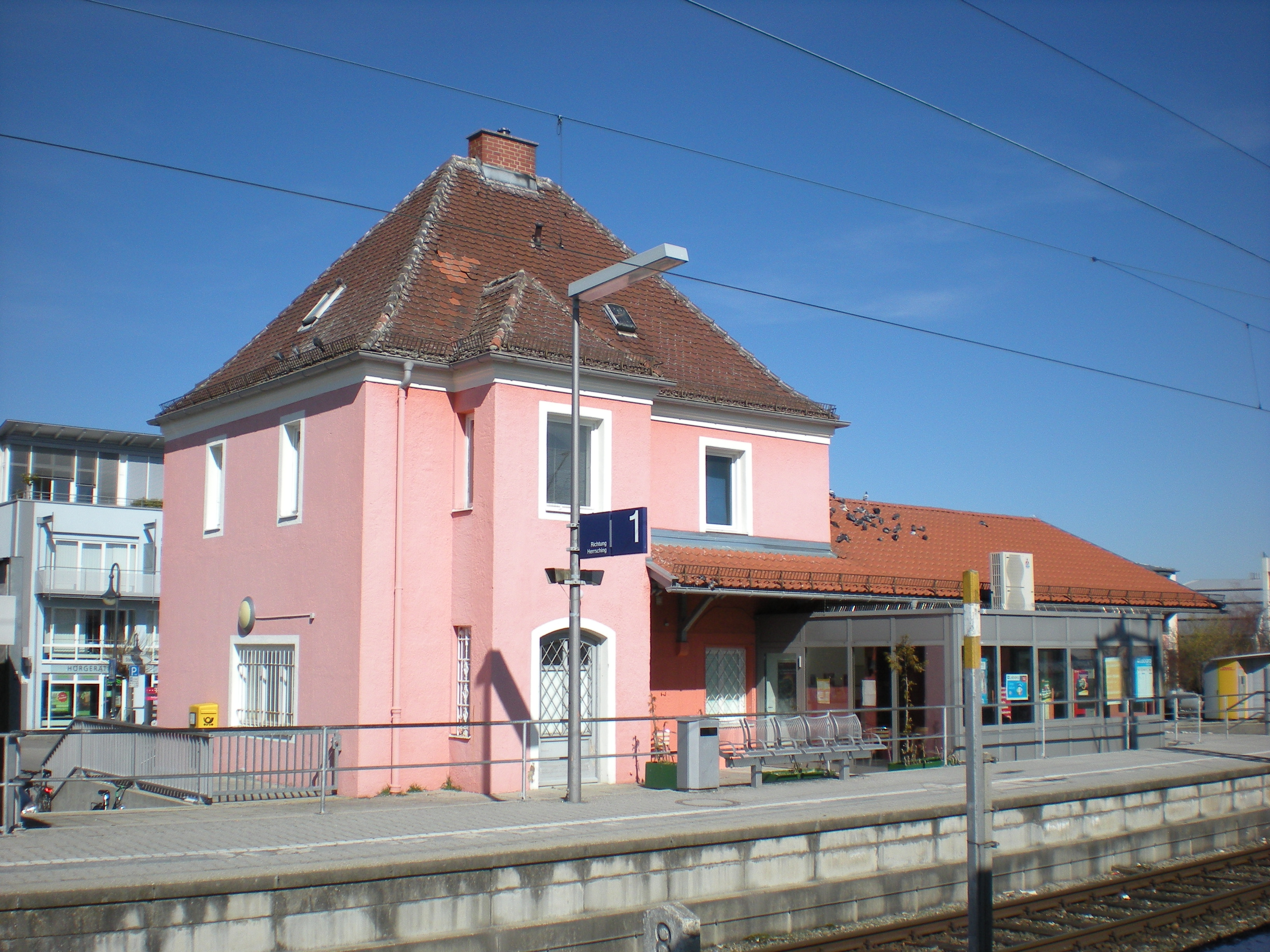
Empfangsgebäude des Bahnhofs Germering-Unterpfaffenhofen (2013)

Der Bahnhof Germering-Unterpfaffenhofen (Lage) befindet sich nördlich der ehemals eigenständigen Gemeinde Unterpfaffenhofen, die 1978 nach Germering eingemeindet wurde. Bei seiner Eröffnung trug der Bahnhof den Namen Unterpfaffenhofen-Germering. Nördlich der Gleise erhielt er ein zweigeschossiges Empfangsgebäude mit östlich anschließender offener Wartehalle, ein eingeschossiges Nebengebäude und einen Güterschuppen mit Laderampe. Der Bahnhof verfügte neben dem durchgehenden Hauptgleis mit Zwischenbahnsteig über ein 330 Meter langes Ausweichgleis am Hausbahnsteig. Zudem war ein beidseitig angebundenes Ladegleis vorhanden, von dem zwei Stumpfgleise zum Güterschuppen und zur Ladestraße führten.
Für den S-Bahn-Betrieb stattete die Deutsche Bundesbahn den Bahnhof zwischen 1969 und 1972 mit einem dritten Hauptgleis und einem neuen Mittelbahnsteig zwischen den Gleisen 2 und 3 aus, der höhenfrei über eine Bahnsteigunterführung angeschlossen wurde. Im Zuge des zweigleisigen Ausbaus baute die Deutsche Bundesbahn zwischen 1982 und 1984 das Ladegleis zurück und nahm an Gleis 1 einen zusätzlichen Außenbahnsteig in Betrieb. Der örtliche Güterverkehr in Unterpfaffenhofen-Germering wurde zum 27. Mai 1990 mit Schließung des Wagenladungstarifpunktes eingestellt. Auf Initiative der Stadt Germering erhielt der Bahnhof zum 31. Mai 1992 den Namen Germering-Unterpfaffenhofen. Bis 1993 ersetzte die Deutsche Bundesbahn den beschrankten Bahnübergang im östlichen Bahnhofsbereich durch eine Straßenunterführung mit direktem Treppenzugang zum Mittelbahnsteig.

#### Geisenbrunn

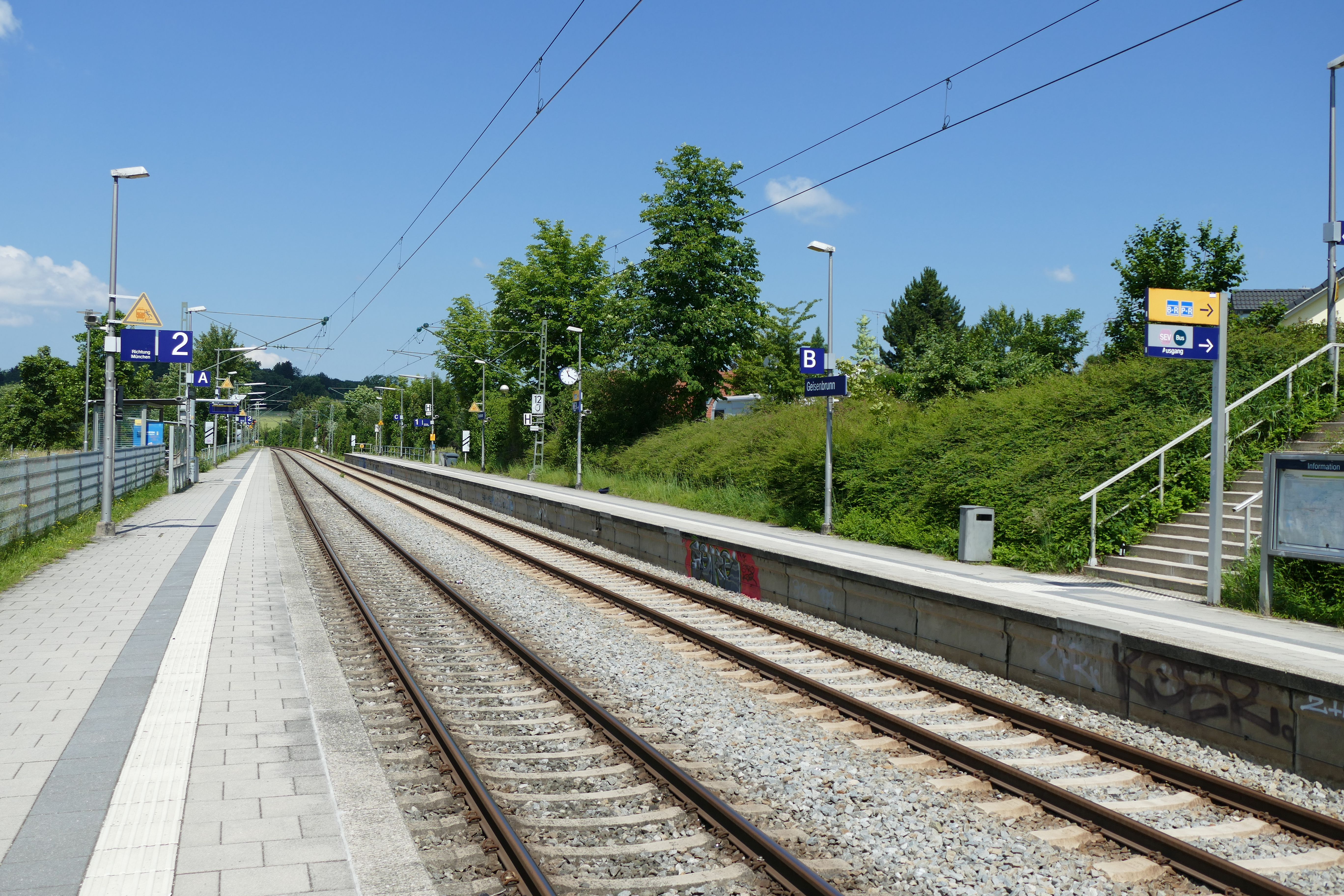
Haltepunkt Geisenbrunn (2024)

Der Haltepunkt Geisenbrunn (Lage) liegt im Norden des Gilchinger Ortsteils Geisenbrunn. Der unbesetzte Haltepunkt verfügte zunächst nur über einen Schüttbahnsteig und eine Milchverladerampe am Streckengleis. 1910 richteten die Bayerischen Staatseisenbahnen einen durch eine Deckungsstelle gesicherten Gleisanschluss zu einem Tonwerk ein, der noch vor 1938 wieder zurückgebaut wurde. Aufgrund der steigenden Fahrgastzahlen errichtete die Gemeinde Argelsried um 1920 ein eingeschossiges, hölzernes Walmdachgebäude mit einem Dienstraum und einem Warteraum, in dem ein Bahnagent zum Fahrkartenverkauf stationiert wurde. 1962 stellte die Deutsche Bundesbahn den Fahrkartenverkauf wieder ein, fortan war der Haltepunkt nicht mehr besetzt. Mit dem zweigleisigen Streckenausbau nahm die Deutsche Bundesbahn in Geisenbrunn 1986 zwei neue Außenbahnsteige in Betrieb.

#### Gilching-Argelsried

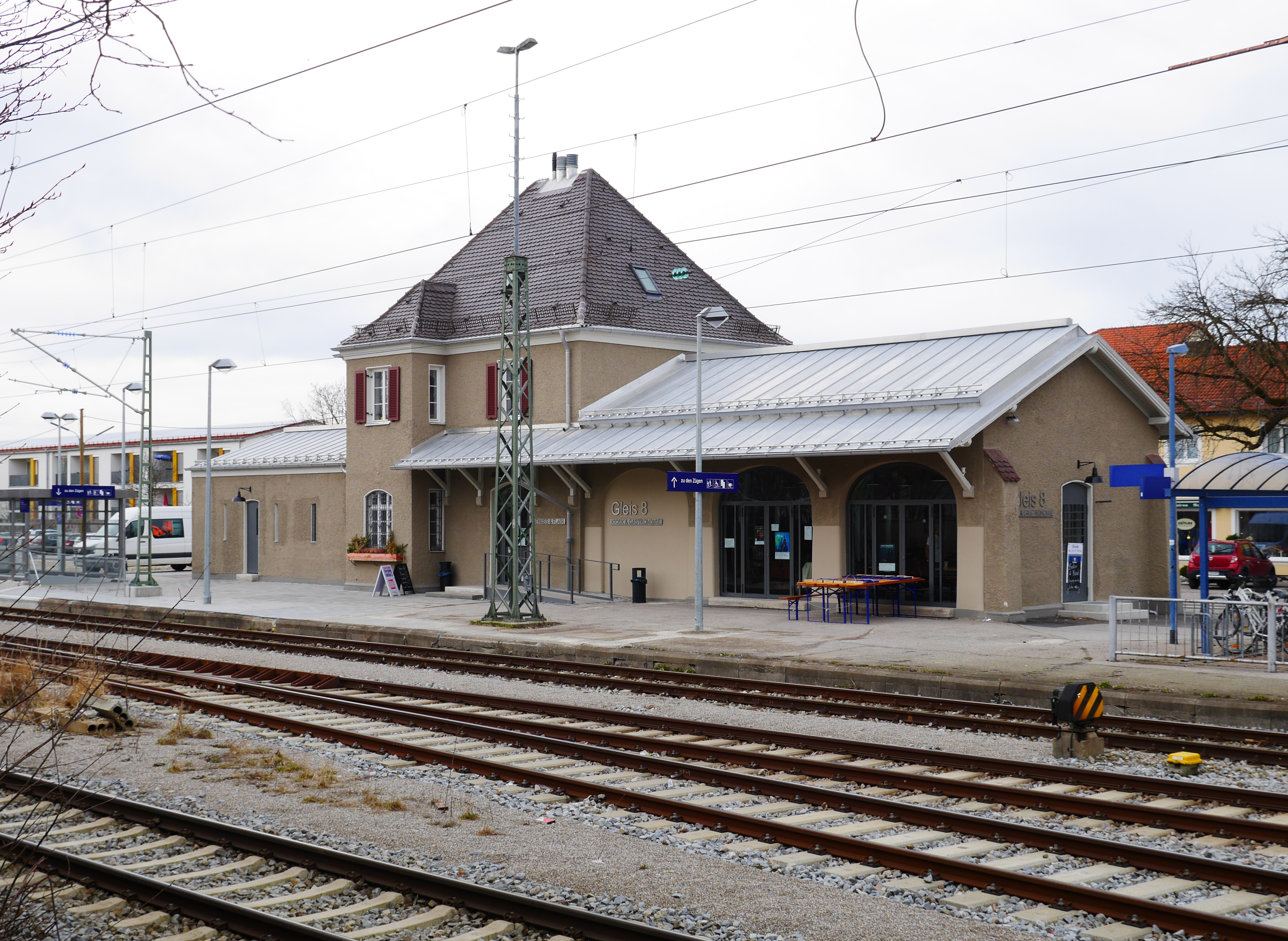
Bahnhof Gilching-Argelsried (2019)

Der Bahnhof Gilching-Argelsried (Lage) befindet sich im Nordwesten der bis 1978 eigenständigen Gemeinde Argelsried, etwa zwei Kilometer südlich des alten Ortszentrums von Gilching. Bei seiner Eröffnung verfügte der Bahnhof über ein zweigeschossiges Empfangsgebäude, an das nordöstlich die offene Wartehalle anschloss, sowie ein Nebengebäude nordöstlich und einen Güterschuppen südwestlich des Empfangsgebäudes. Neben dem durchgehenden Hauptgleis mit Zwischenbahnsteig waren ein 388 Meter langes Ausweichgleis am Hausbahnsteig und ein beidseitig angebundenes Ladegleis mit zwei Gleisstutzen zum Güterschuppen und zur Ladestraße vorhanden. In Vorbereitung auf den S-Bahn-Betrieb errichtete die Deutsche Bundesbahn zwischen 1969 und 1972 ein drittes Hauptgleis und einen neuen Mittelbahnsteig zwischen den Gleisen 2 und 3, die bisherigen Bahnsteige wurden zurückgebaut. Zur höhenfreien Anbindung des Mittelbahnsteigs entstand eine neue Unterführung. Mitte der 1980er Jahre gestaltete die Deutsche Bundesbahn im Zuge des zweigleisigen Ausbaus den Spurplan des Bahnhofs um. Zwischen 1987 und 1991 wurde der Bahnübergang im Nordkopf des Bahnhofs durch eine Straßenunterführung ersetzt. Von 2018 bis 2020 baute die Deutsche Bahn den Bahnhof barrierefrei aus. Der nicht mehr genutzte Güterschuppen und die Laderampe wurden im Zuge des Umbaus im Februar 2018 abgebrochen. Empfangsgebäude und Nebengebäude sind noch vorhanden, werden aber nicht mehr für den Bahnbetrieb genutzt.

#### Neugilching
Der Haltepunkt Neugilching (Lage) ging am 1. Mai 1972 kurz vor Aufnahme des S-Bahn-Betriebs als Ersatz für den zeitgleich geschlossenen Haltepunkt Weichselbaum in Betrieb. Der unbesetzte Haltepunkt liegt im Zentrum des Gilchinger Ortsteils Neugilching und war zunächst mit einem Außenbahnsteig ausgestattet. Mit dem zweigleisigen Streckenausbau errichtete die Deutsche Bundesbahn bis 1985 einen zweiten Außenbahnsteig.

#### Weichselbaum
Der Haltepunkt Weichselbaum (Lage) lag etwa 700 Meter nordöstlich des Ortes Weichselbaum. Bei seiner Eröffnung am 5. Oktober 1936 diente er zunächst ausschließlich den Beschäftigten der Dornier-Werke bei Oberpfaffenhofen und wurde daher nur von einzelnen Zügen morgens und abends bedient. Zum 3. Juli 1944 öffnete die Deutsche Reichsbahn den Haltepunkt für den allgemeinen Verkehr, fortan hielten die meisten auf der Strecke verkehrenden Zügen in Weichselbaum. Aufgrund des geringen Fahrgastaufkommens und der abseitigen Lage gab die Deutsche Bundesbahn den Haltepunkt Weichselbaum am 1. Mai 1972 auf und ersetzte ihn durch den einen Kilometer nordöstlich gelegenen Haltepunkt Neugilching. Die hölzerne Wartehalle wurde nach 1973 abgebrochen.
Ende der 1930er Jahre richtete die Deutsche Reichsbahn 200 Meter südlich des Haltepunkts die Anschlussstelle Weichselbaum (Lage) ein, an der ein Gleisanschluss zu den Dornier-Werken und deren Werksflughafen Oberpfaffenhofen abzweigte. An der Anschlussstelle, die später zur Ausweichanschlussstelle (Awanst) wurde, war ein beidseitig angebundenes Übergabegleis vorhanden. 2003 stellte die Deutsche Bahn die Bedienung des Gleisanschlusses zu den Dornier-Werken ein. 2006 wurde das Gleis unterbrochen und 2015 die Ausweichanschlussstelle zurückgebaut.

#### Weßling (Oberbay)

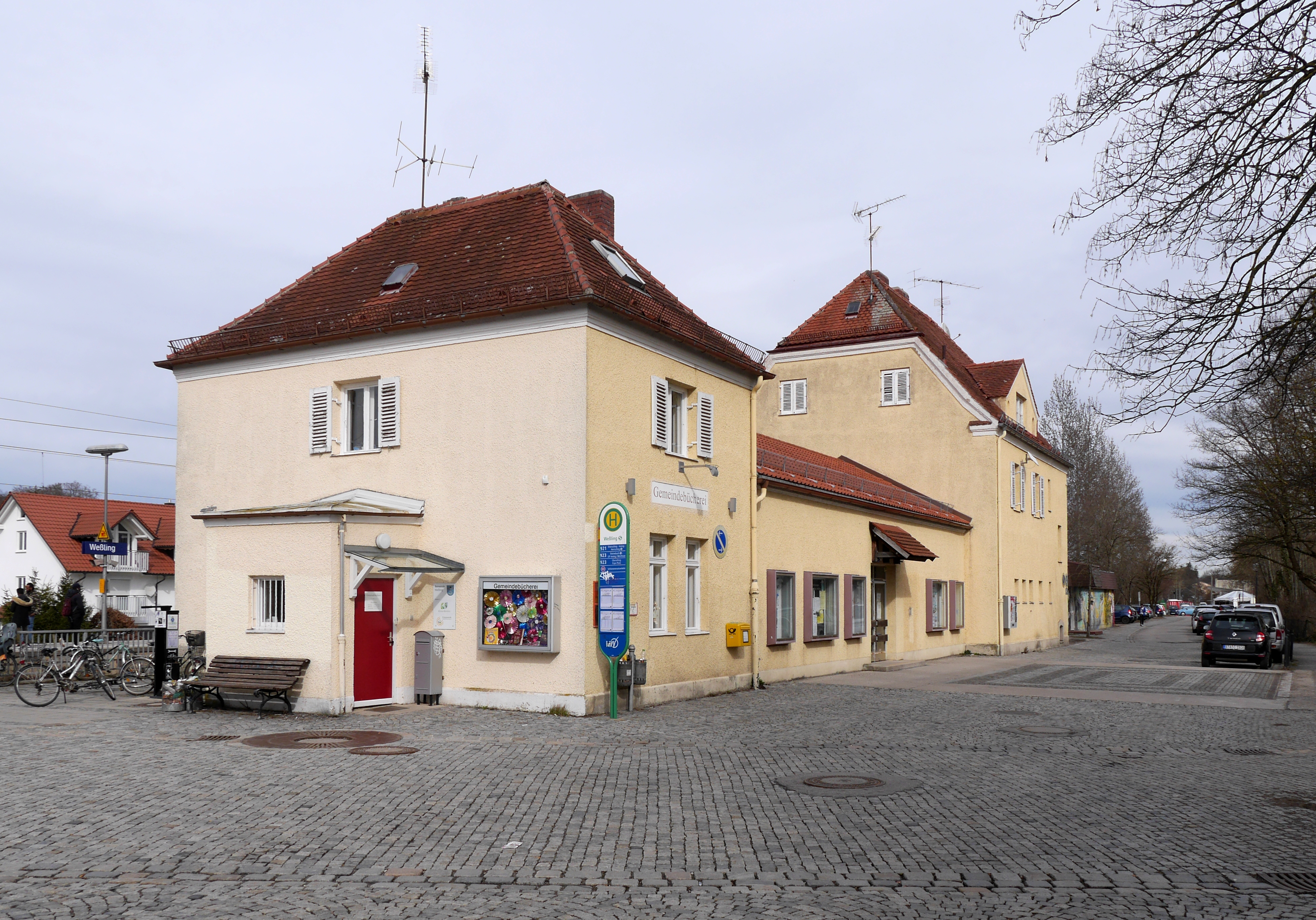
Empfangsgebäude des Bahnhofs Weßling (2019)

Der Bahnhof Weßling (Oberbay) (Lage) liegt im Norden der Gemeinde Weßling, etwa 300 Meter nördlich des Weßlinger Sees. In den ersten Jahren trug der Bahnhof lediglich den Namen Weßling; am 1. Oktober 1912 wurde er in Weßling (Oberbay) umbenannt. Das dreiteilige Empfangsgebäude besteht aus zwei zweigeschossigen Kopfbauten, die über eine offene Wartehalle verbunden sind. Zudem waren ein eingeschossiges Nebengebäude und ein Güterschuppen vorhanden. Der Bahnhof war ursprünglich mit drei Hauptgleisen ausgestattet, die an einem Hausbahnsteig und zwei Zwischenbahnsteigen lagen. Südlich der Hauptgleise lag ein beidseitig angebundenes Ladegleis mit zwei Stumpfgleisen zur Ladestraße und zum Güterschuppen. Im Zuge des Ausbaus für den S-Bahn-Betrieb errichtete die Deutsche Bundesbahn 1971 zwischen den Gleisen 1 und 2 einen Mittelbahnsteig, der über eine Unterführung höhenfrei erschlossen ist, und baute das dritte Bahnsteiggleis zurück.
Seit 1985 endet im Bahnhof Weßling das zweite Streckengleis. Mit dem zweigleisigen Streckenausbau veränderte die Deutsche Bundesbahn den Spurplan des Bahnhofs. Unter dem Empfangsgebäude entstand bis 1986 eine Straßenunterführung, die zwei Bahnübergänge ersetzte. Für den Bau der Unterführung wurde die mittige Wartehalle abgebrochen und nach deren Fertigstellung wieder aufgebaut, wobei die bisher offenen Arkadenbögen auf der Gleisseite mit Glaswänden verschlossen wurden. Zum 6. März 1987 stellte die Deutsche Bundesbahn den Wagenladungsverkehr in Weßling ein und schloss am 27. Mai 1990 die Fahrkartenausgabe. Im November 2002 demontierte die Deutsche Bahn die Weiche zum stillgelegten Ladegleis. Die Wartehalle und der kleinere Kopfbau des Empfangsgebäudes befinden sich im Eigentum der Gemeinde Weßling und werden als Gemeindebücherei genutzt.

#### Steinebach

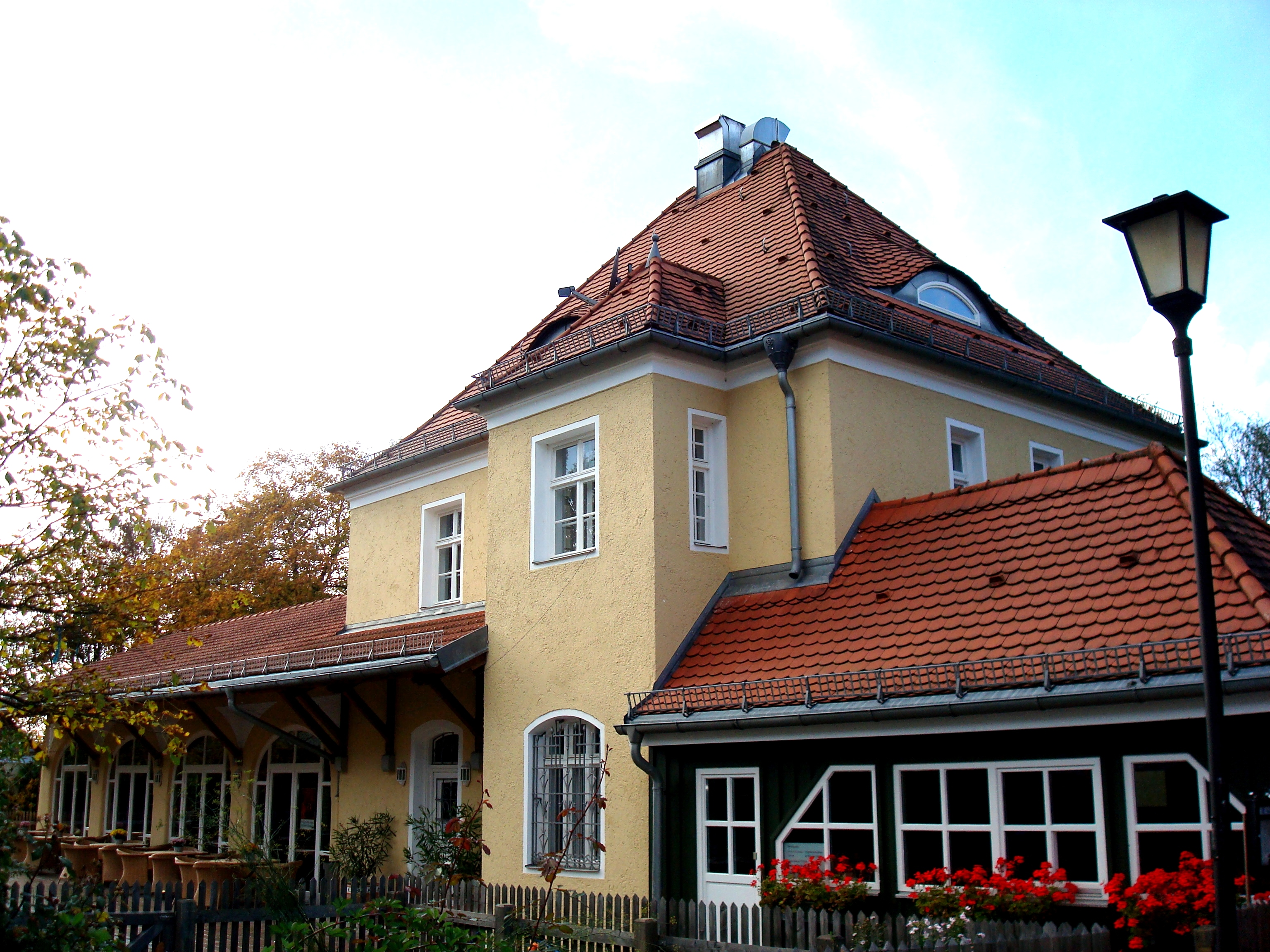
Empfangsgebäude des Bahnhofs Steinebach (2013)

Der ehemalige Bahnhof und heutige Haltepunkt Steinebach (Lage) befindet sich am östlichen Ortsrand von Steinebach in der Gemeinde Wörthsee, etwa 900 Meter vom Ostufer des Wörthsees entfernt. Bei seiner Eröffnung war der Bahnhof mit einem zweigeschossigen Empfangsgebäude mit anschließender Wartehalle, einem eingeschossigen Nebengebäude und einem Güterschuppen ausgestattet. Die Gleisanlagen bestanden neben dem durchgehenden Hauptgleis am Hausbahnsteig aus einem Ausweichgleis mit Zwischenbahnsteig und einem beidseitig angebundenen Ladegleis mit zwei Gleisstutzen. 1910 nahmen die Königlich Bayerischen Staatseisenbahnen ein zweites Ausweichgleis mit einem weiteren Zwischenbahnsteig südlich der bisherigen Gleise in Betrieb.
Anfang der 1960er Jahre wurde das dritte Bahnsteiggleis wieder abgebaut. Für den S-Bahn-Betrieb errichtete die Deutsche Bundesbahn 1971 einen neuen Mittelbahnsteig zwischen den Gleisen 1 und 2 und eine Bahnsteigunterführung. Im Mai 1983 stellte die Deutsche Bundesbahn den örtlichen Güterverkehr in Steinebach ein. Nach dem zweigleisigen Streckenausbau zwischen München und Weßling wurden die Zugkreuzungen von Steinebach nach Weßling und Seefeld-Hechendorf verlegt. Am 1. November 1986 wandelte die Deutsche Bundesbahn daher den Bahnhof in eine Haltestelle um und baute das Ausweichgleis und das Stellwerk zurück. Da der Bahnsteig nun ebenerdig erreichbar war, wurde die Bahnsteigunterführung zugeschüttet. Zum 1. Juli 1987 schloss die Deutsche Bundesbahn den Fahrkartenschalter und ersetzte den vom Empfangsgebäude aus bedienten Bahnübergang mit Anrufschranke durch eine Brücke, fortan war die Station nicht mehr besetzt. Mit dem Rückbau des Ladegleises wurde die Haltestelle Steinebach im Dezember 1989 zum Haltepunkt.
1991 stellte das Landratsamt Starnberg das Empfangsgebäude und das Nebengebäude unter Denkmalschutz; seit 1992 befinden sich beide Gebäude in Privateigentum. Das Empfangsgebäude wurde von 1995 bis 2015 als Gaststätte genutzt.

#### Seefeld-Hechendorf

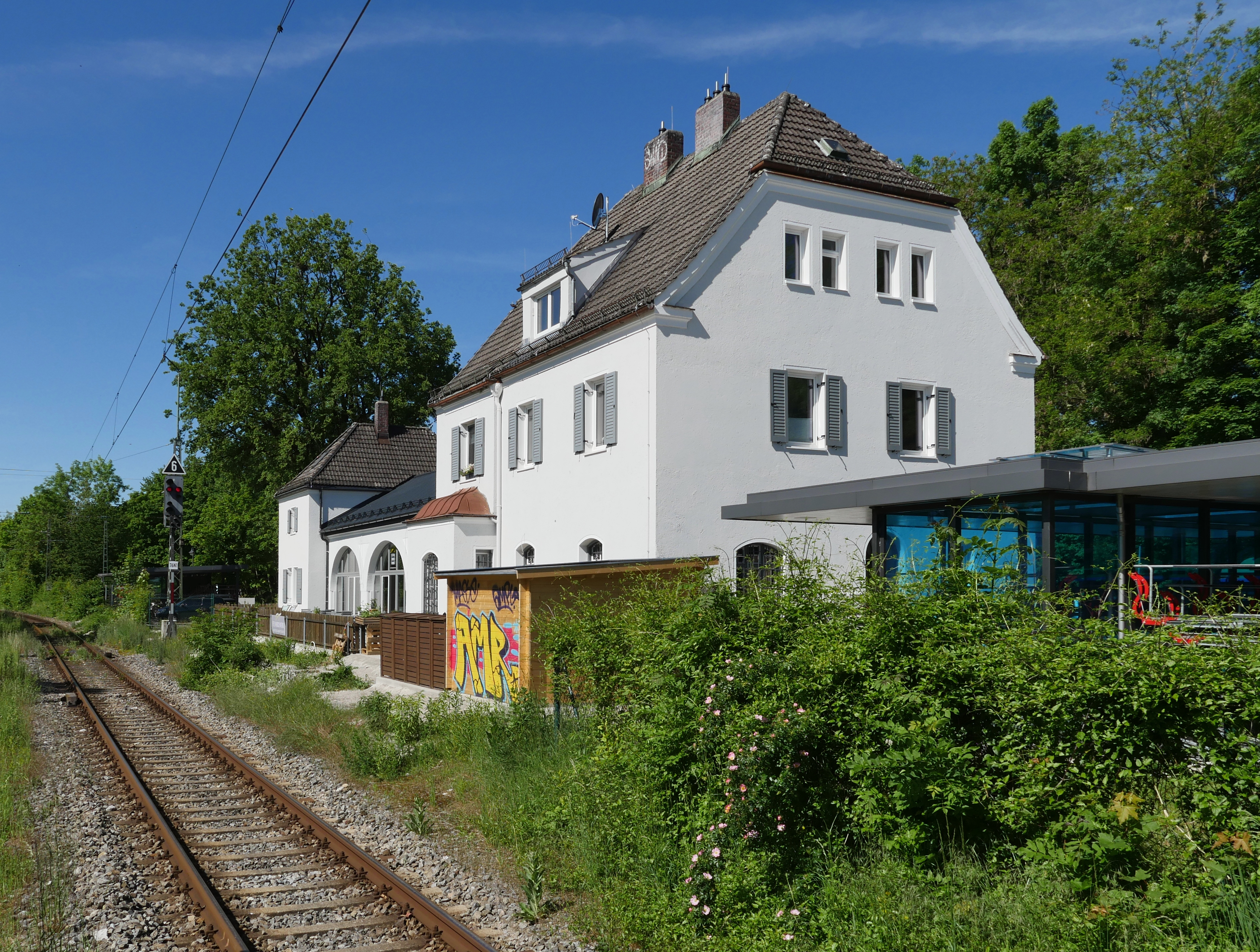
Bahnhof Seefeld-Hechendorf (2019)

Der Bahnhof Seefeld-Hechendorf (Lage) liegt am östlichen Ortsrand von Hechendorf, einen Kilometer westlich von Seefeld und ungefähr 700 Meter nördlich des Pilsensees. Die als Haltestelle errichtete Station verfügte neben dem durchgehenden Hauptgleis mit Bahnsteig nur über ein 236 Meter langes, beidseitig angebundenes Ladegleis mit zwei Stumpfgleisen zum Güterschuppen und zur Ladestraße. An Hochbauten waren das dreiteilige Empfangsgebäude mit zwei Kopfbauten und einer dazwischenliegenden Wartehalle, ein Nebengebäude und der Güterschuppen mit Laderampe vorhanden. 1908 errichteten die Bayerischen Staatseisenbahnen ein Ausweichgleis mit Zwischenbahnsteig und ein Stellwerk, sodass die Haltestelle zum Bahnhof wurde. Später wurde zudem ein 150 Meter langes Stumpfgleis zur Abstellung von Güterwagen errichtet, das vom Ladegleis abzweigte.
Im Mai 1970 stellte die Deutsche Bundesbahn die Stückgutverladung in Seefeld-Hechendorf ein. Für den S-Bahn-Betrieb errichtete die Deutsche Bundesbahn 1971 einen neuen Mittelbahnsteig, der zunächst noch über einen schienengleichen Übergang angebunden war. 1988 wurde schließlich ein höhenfreier Bahnsteigzugang über eine Unterführung geschaffen. Am 1. Oktober 1988 schloss die Deutsche Bundesbahn die Fahrkartenausgabe. Mit Schließung des Wagenladungstarifpunktes stellte sie zum 1. August 1989 den örtlichen Güterverkehr in Seefeld-Hechendorf ein, ab Dezember 1989 war der Bahnhof nicht mehr besetzt. In der Folge wurde das Ladegleis zurückgebaut und der Güterschuppen nach 1992 abgebrochen. Das Empfangsgebäude befindet sich im Eigentum der Gemeinde Seefeld, das Nebengebäude ist nicht mehr erhalten.

#### Herrsching

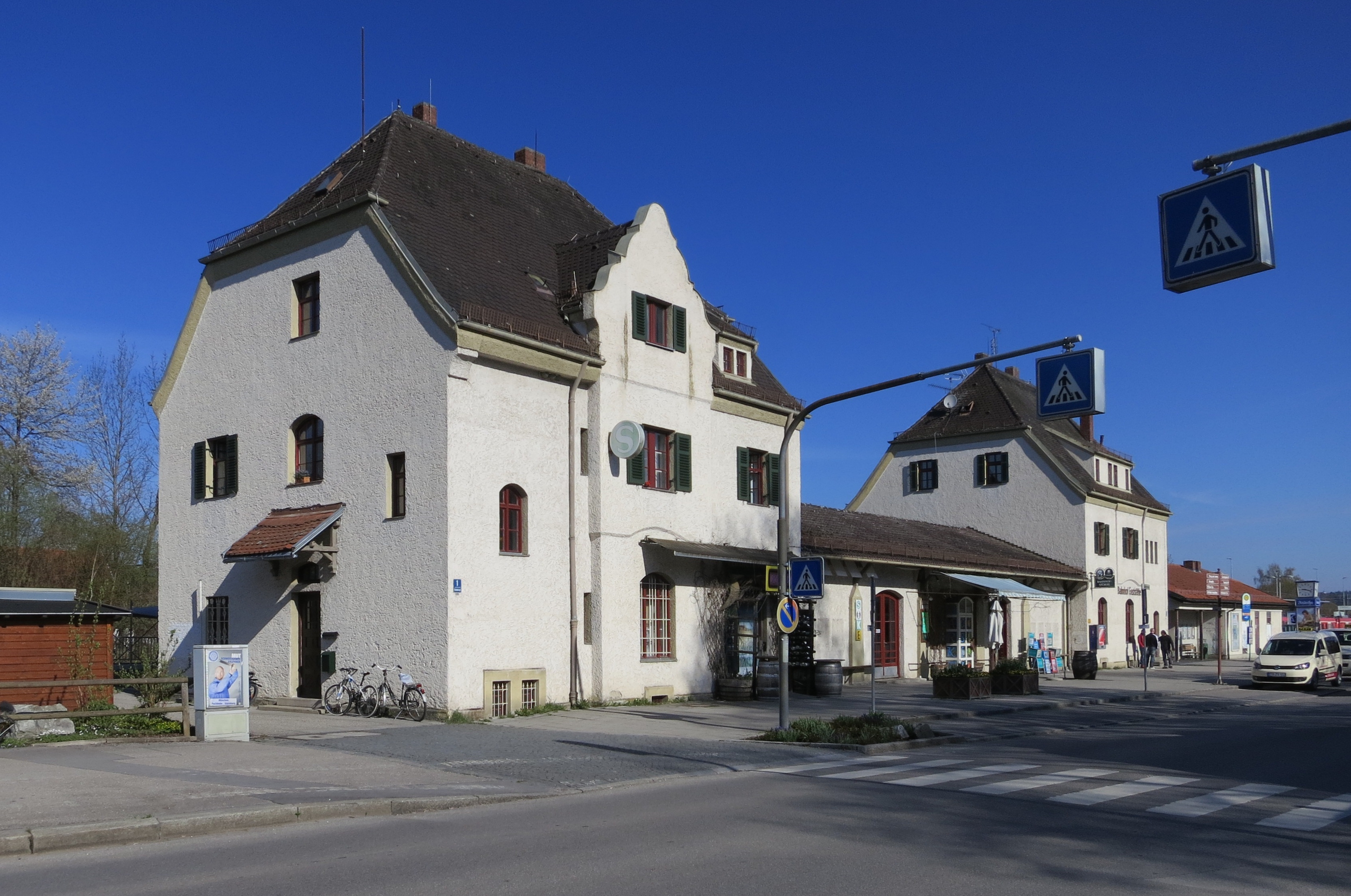
Empfangsgebäude des Bahnhofs Herrsching (2015)

Der Bahnhof Herrsching (Lage) liegt westlich des Ortszentrums von Herrsching, etwa 250 Meter östlich des Ammerseeufers. Als Endbahnhof der Strecke erhielt er ein großes dreiteiliges Empfangsgebäude und eine Lokomotivstation mit Lokschuppen und Drehscheibe. Die Gleisanlagen des Bahnhofs bestanden aus drei Hauptgleisen, einem Ladegleis sowie mehreren Abstellgleisen und wurden bis 1906 um weitere Abstellgleise erweitert. Nach 1994 baute die Deutsche Bahn die Gleisanlagen zurück, sodass nur noch die drei Hauptgleise und ein Mittelbahnsteig für den S-Bahn-Betrieb vorhanden sind. Von 2013 bis 2014 wurden die Bahnanlagen nach Norden verschoben und der Südkopf des Bahnhofs stillgelegt, sodass die Strecke nun etwa 300 Meter weiter nördlich als zuvor endet.

### Hochbauten

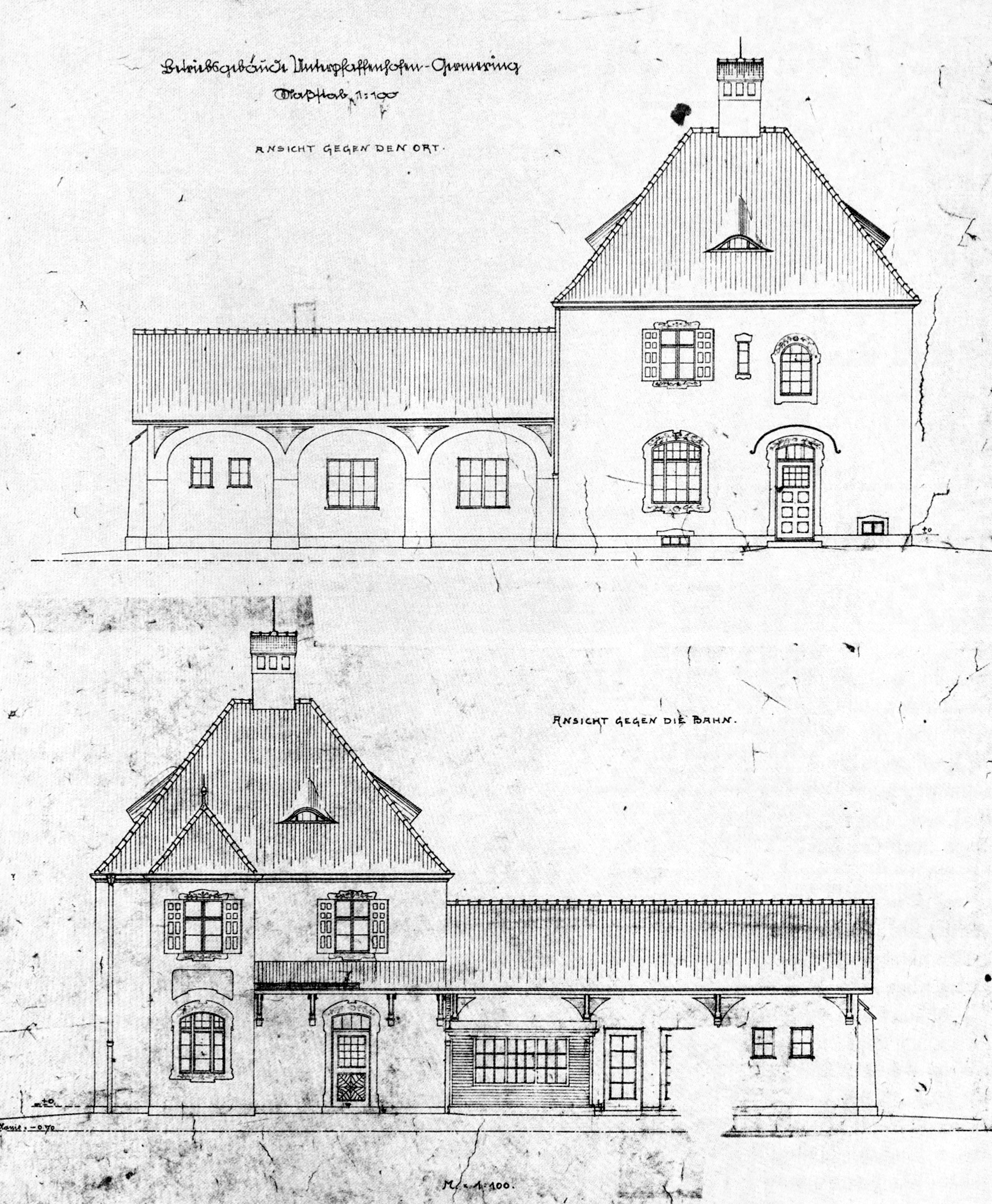
Aufriss des Empfangsgebäudes von Unterpfaffenhofen-Germering

Die Hochbauten entlang der Lokalbahn Pasing–Herrsching wurden durch das Hochbaubüro der Generaldirektion der Königlich Bayerischen Staatseisenbahnen geplant und in Zusammenarbeit mit dem Münchner Architekten Jakob Rusch und dem Dießener Baumeister Franz Stiegler errichtet. In Größe und Ausstattung der Stationsgebäude gingen die Bayerischen Staatseisenbahnen dabei weit über den Lokalbahn-Standard hinaus. Anstelle der bei Lokalbahnen üblichen eingeschossigen Holzbauten erhielten die meisten Stationen zweigeschossige Empfangsgebäude in massiver Steinbauweise, die in drei unterschiedlich großen Typen ausgeführt wurden.
An den Stationen Unterpfaffenhofen-Germering, Gilching-Argelsried und Steinebach errichteten die Bayerischen Staatseisenbahnen zweigeschossige Walmdachgebäude mit zwei Fensterachsen. Auf der Gleisseite tritt eine Fensterachse in einem Risalit hervor. An den Hauptbau schließt eine Wartehalle mit Satteldach an, die zur Gleisseite in Unterpfaffenhofen und Gilching durch drei, in Steinebach durch vier Arkadenbögen geöffnet war. Im Erdgeschoss des Hauptgebäudes waren ein Dienstraum und ein Warteraum zweiter Klasse, im Obergeschoss eine Dienstwohnung untergebracht.
Weßling und Seefeld-Hechendorf erhielten größere Gebäude mit Krüppelwalmdach und drei Fensterachsen. Auf der Gleisseite ist ein kleiner eingeschossiger Vorbau angebracht. An die halboffene Wartehalle mit drei Arkadenbögen schloss ein ursprünglich eingeschossiger Gebäudetrakt mit Walmdach an, in dem sich ein Warteraum erster Klasse befand. Die Hauptgebäude enthielten im Erdgeschoss zwei Diensträume und einen Warteraum zweiter Klasse, im Obergeschoss befanden sich eine Dienstwohnung und ein Dienstzimmer, im Dachgeschoss eine weitere Dienstwohnung. Später wurden die eingeschossigen Nebenbauten in Weßling und Seefeld-Hechendorf mit einem zusätzlichen Obergeschoss erweitert.
Das größte Empfangsgebäude der Strecke entstand am Endbahnhof Herrsching. Der dreiteilige Bau besteht aus zwei zweigeschossigen Kopfbauten mit Krüppelwalmdach und drei Fensterachsen und einer dazwischenliegenden Wartehalle mit fünf Arkadenbögen.

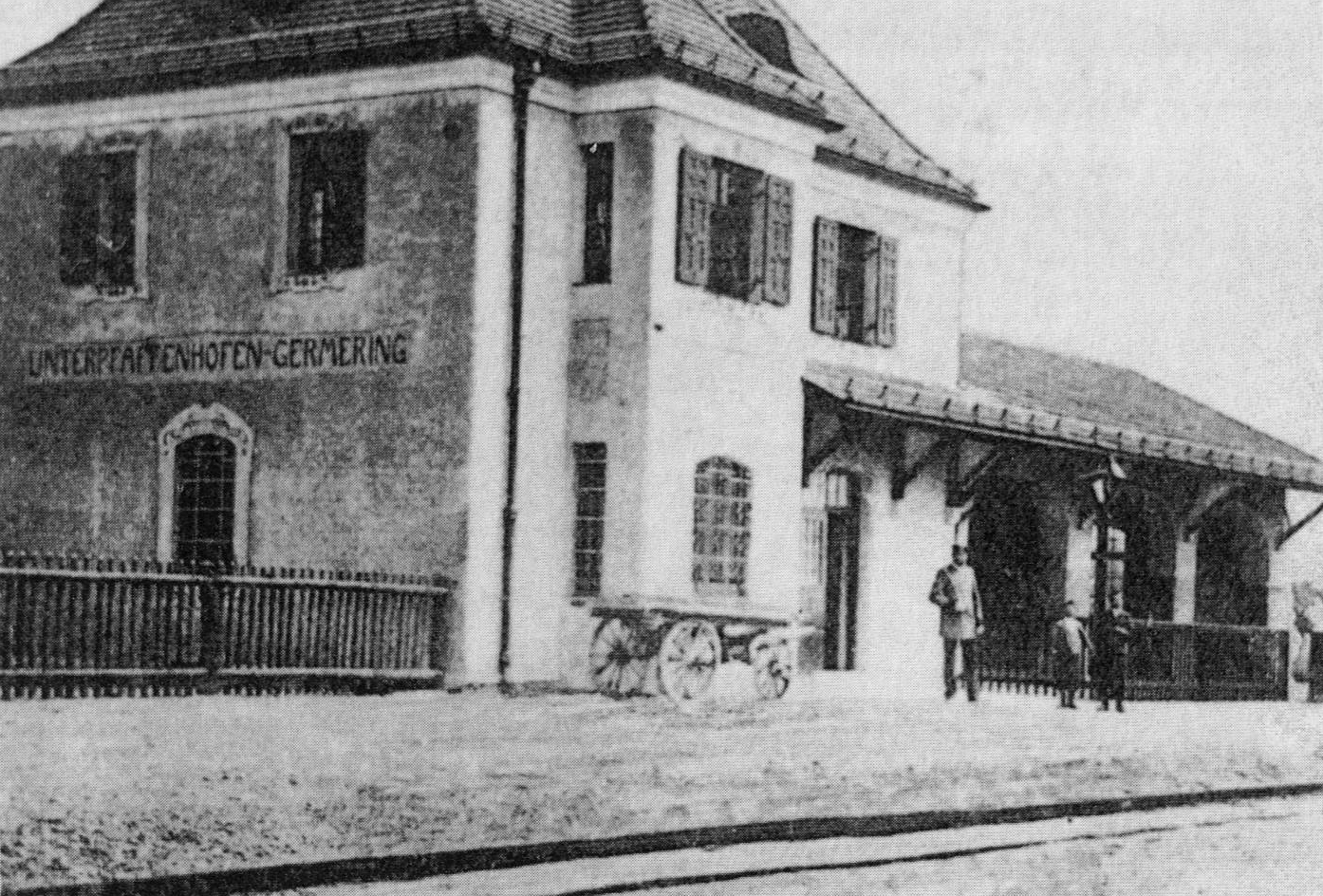
Zweiteiliges Gebäude mit Walmdach in Unterpfaffenhofen-Germering
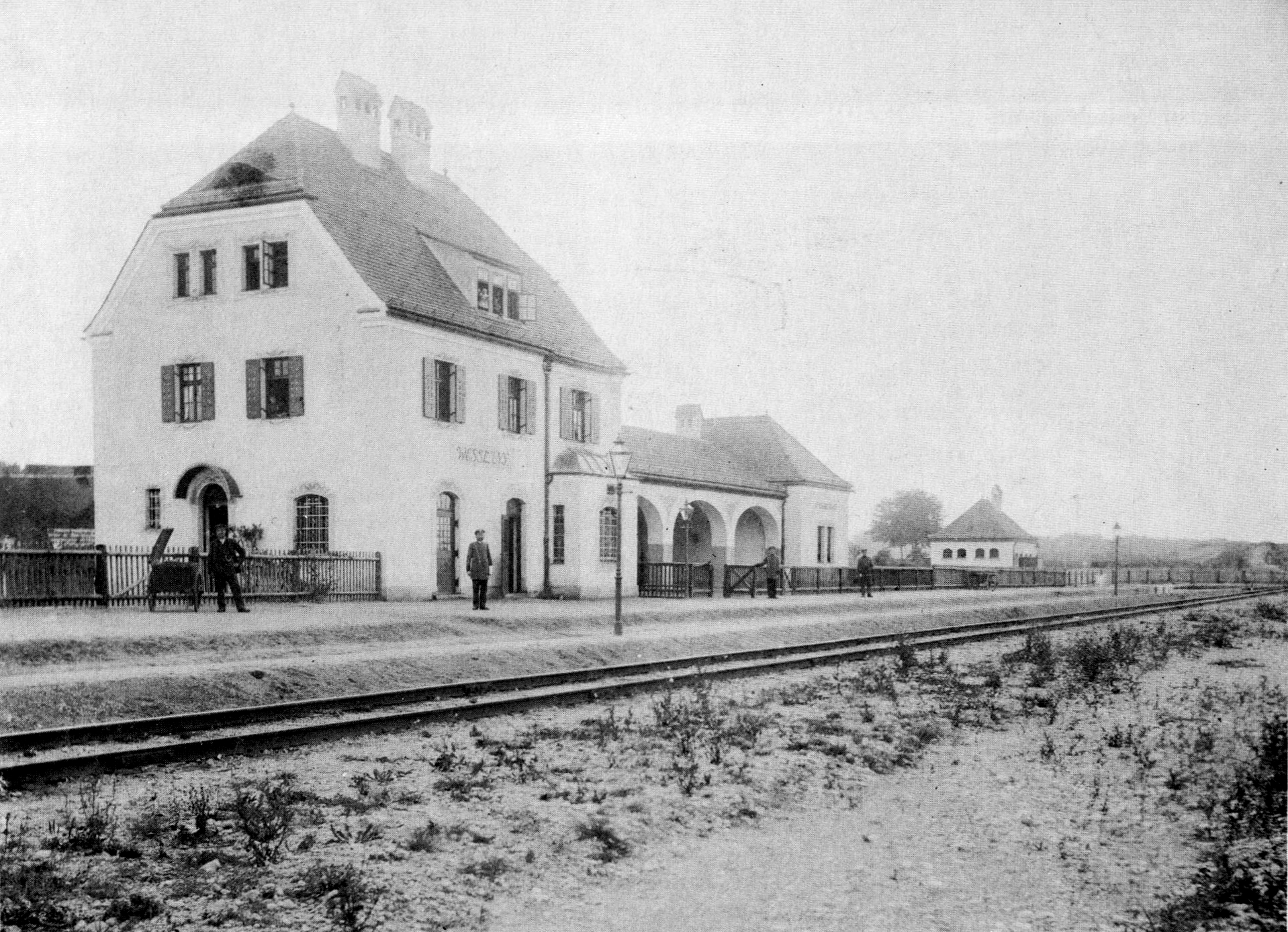
Dreiteiliges Gebäude mit Krüppelwalmdach in Weßling
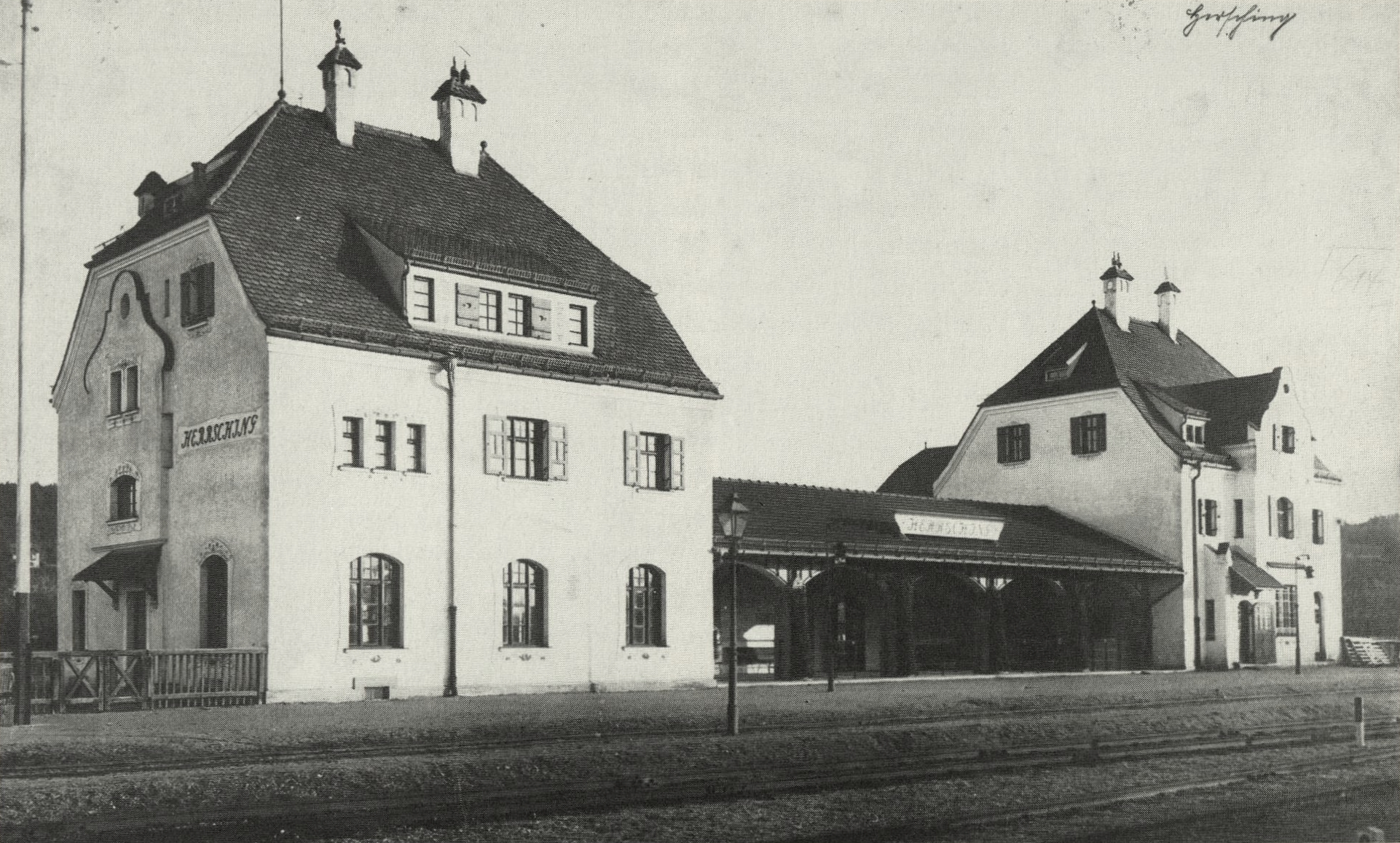
Großes dreiteiliges Gebäude am Bahnhof Herrsching

Die Empfangsgebäude der Strecke sind durch den Jugendstil geprägt und weisen eine asymmetrische Gestaltung und einen eher malerischen Charakter auf. Die Erdgeschossfenster verfügen zum Teil über schmiedeeiserne Fenstergitter mit Pflanzenmotiven. Ursprünglich waren zudem an allen Fenstern geschwungene Putzrahmungen mit farbig aufgemalter Pflanzenornamentik vorhanden. Dieser Fassadendekor wurde später entfernt, wodurch die Bauten nüchterner und strenger als in der Anfangszeit wirken. Als weiteres Gestaltungsmerkmal waren Riffelputzfelder an den Fassaden angebracht, die in den Arkadenzwickeln der Wartehallen von Steinebach und Herrsching noch vorhanden sind. Im Zuge der Einrichtung mechanischer Stellwerke erhielten alle Empfangsgebäude zwischen 1906 und 1910 hölzerne oder gemauerte Stellwerksvorbauten.
Die Haltestelle Freiham wurde aufgrund ihres geringen Verkehrsaufkommens lediglich mit einem eingeschossigen Holzgebäude mit Satteldach ausgestattet. Am Haltepunkt Geisenbrunn war zunächst kein Gebäude vorhanden, erst um 1920 erhielt er ein hölzernes Stationsgebäude mit Walmdach.
Das erst 1908 errichtete gemauerte Empfangsgebäude am Bahnhof Neuaubing weicht architektonisch deutlich von den älteren Stationsgebäuden ab. Das Gebäude besteht aus einem giebelständigen Hauptbau und einem traufständigen Seitentrakt und verfügt über Mansarddächer mit Krüppelwalm.

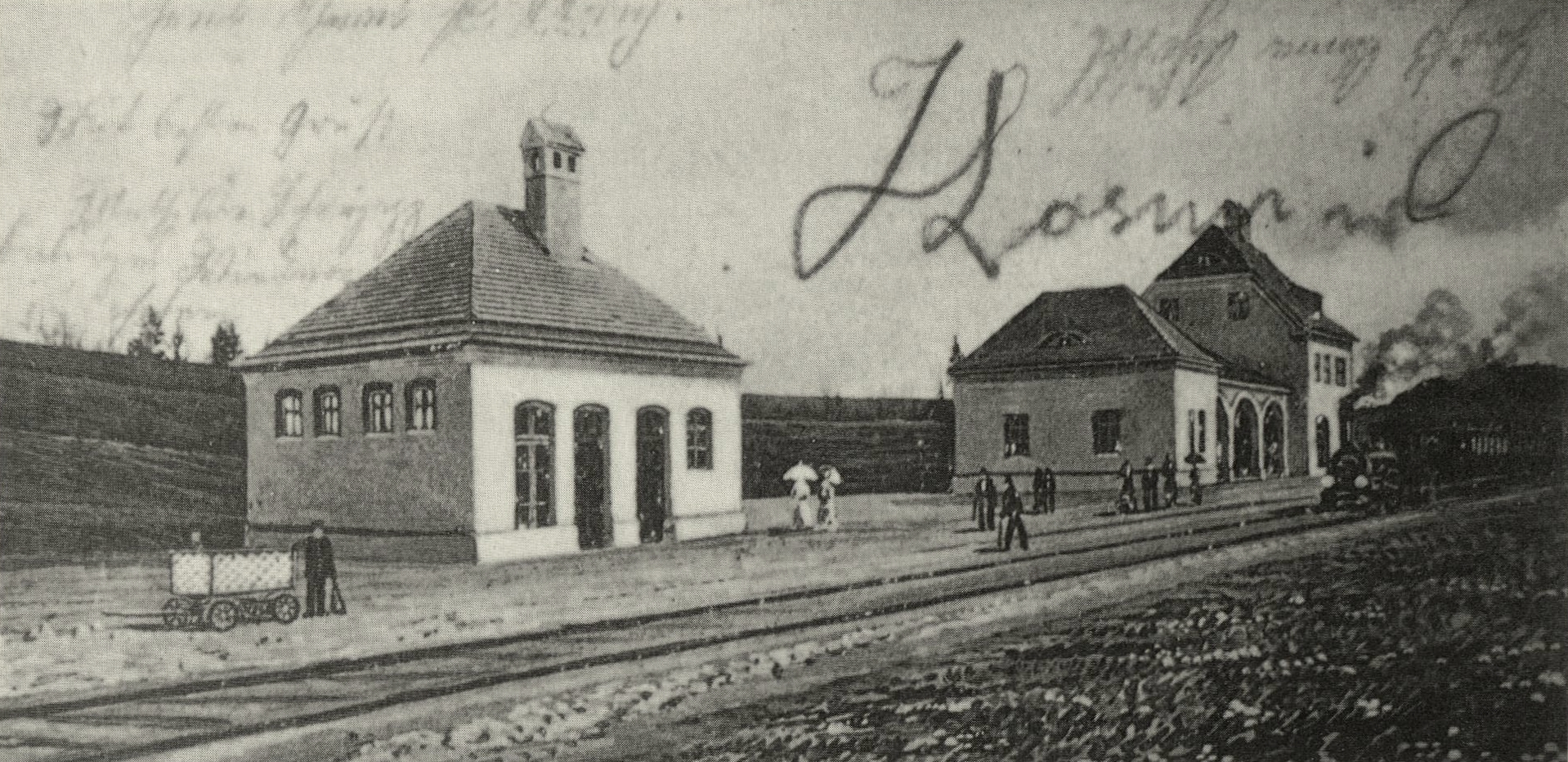
Nebengebäude und Empfangsgebäude in Seefeld-Hechendorf (1903)

An weiteren Hochbauten errichteten die Königlich Bayerischen Staatseisenbahnen an den Stationen Unterpfaffenhofen-Germering, Gilching-Argelsried, Weßling, Steinebach und Seefeld-Hechendorf einheitliche eingeschossige Nebengebäude mit Walmdach, in denen die Bahnhofstoiletten und Waschküchen untergebracht wurden. Der Bahnhof Herrsching erhielt ein geringfügig größeres Nebengebäude. An allen Stationen außer Geisenbrunn wurde ein Güterschuppen in Holzbauweise mit Satteldach und einer Laderampe errichtet. Der Bahnhof Herrsching verfügte zudem über einen zweiständigen Lokschuppen mit angebautem Wohntrakt, eine Bahnmeisterei und zwei 1910 und 1913 errichtete Dienstwohngebäude.
Die gemauerten Empfangsgebäude in Neuaubing, Germering-Unterpfaffenhofen, Gilching-Argelsried, Weßling, Steinebach, Seefeld-Hechendorf und Herrsching sind alle erhalten geblieben. Ebenso sind noch die Nebengebäude in Germering-Unterpfaffenhofen, Gilching-Argelsried und Steinebach vorhanden. Die Empfangsgebäude von Steinebach und Herrsching und das Nebengebäude in Steinebach stehen unter Denkmalschutz. Die hölzernen Stationsgebäude von Freiham und Geisenbrunn sind nicht erhalten.

### Stellwerke und Sicherungstechnik
Bei der Inbetriebnahme wurden die Weichen entlang der Strecke zunächst vor Ort durch Weichenwärter gestellt und die Fahrerlaubnis mündlich erteilt. Aufgrund der geplanten Anhebung der Höchstgeschwindigkeit beschloss die Generaldirektion der Königlich Bayerischen Staatseisenbahnen am 11. Februar 1904, die Bahnhöfe der Strecke mit Stellwerken und Einfahrsignalen auszustatten und einen späteren Einbau von Ausfahrsignalen vorzubereiten. Zwischen 1906 und 1910 nahmen die Bayerischen Staatseisenbahnen in den Bahnhöfen Neuaubing, Freiham, Unterpfaffenhofen-Germering, Gilching-Argelsried, Weßling, Steinebach, Seefeld-Hechendorf und Herrsching mechanische Stellwerke der Bauart Krauss mit Kurbelwerk in Betrieb, die über Doppeldrahtzugleitungen die Weichen und die neu eingebauten bayerischen Formsignale stellten.
1910 richteten die Königlich Bayerischen Staatseisenbahnen in Geisenbrunn mit der Errichtung eines Gleisanschlusses zu einem Tonwerk eine Deckungsstelle ein. Die Anschlussweiche wurde aus beiden Fahrtrichtungen mittels Deckungssignalen gesichert, die aus einer Wellblechbude bedient wurden.
Im Zuge der Elektrifizierung stattete die Deutsche Reichsbahn die Stellwerke der Strecke zwischen 1923 und 1925 mit Streckenblock aus.
Am 27. Juni 1968 nahm die Deutsche Bundesbahn am Bahnhof Gilching-Argelsried anstelle des mechanischen Stellwerks ein Drucktastenstellwerk der Siemens-Bauart Dr S2 in Betrieb und ersetzte die Formsignale durch Lichtsignale nach dem H/V-Signalsystem. Die übrigen mechanischen Stellwerke und Formsignale blieben über die Aufnahme des S-Bahn-Betriebs hinaus in Betrieb. Am 22. November 1977 nahm am Bahnhof München-Freiham ein Spurplandrucktastenstellwerk der Siemens-Standardbauart Sp Dr S60 den Betrieb auf, über das die Weichen und Signale der Bahnhöfe Neuaubing und Unterpfaffenhofen-Germering ferngestellt werden. 1985 ersetzte die Deutsche Bundesbahn schließlich mit der Einrichtung von zwei Spurplandrucktastenstellwerken der Bauform Sp Dr S600 alle an der Strecke verbliebenen mechanischen Stellwerke mit Ausnahme von Steinebach. Zunächst ging am 23. Juli 1985 das Spurplanstellwerk am Bahnhof Herrsching mit Fernstellung des Bahnhofs Seefeld-Hechendorf in Betrieb, es folgte am 15. September 1985 das Stellwerk am Bahnhof Weßling. Das 17 Jahre alte Drucktastenstellwerk in Gilching-Argelsried wurde zeitgleich außer Betrieb genommen und der Bahnhof fortan von Weßling aus ferngestellt. Das letzte mechanische Stellwerk der Strecke in Steinebach legte die Deutsche Bundesbahn 1986 mit dem Rückbau des Bahnhofs Steinebach zur Haltestelle still. Fortan wurde die ganze Strecke von drei Stellwerken in Freiham, Weßling und Herrsching aus gestellt.
Ab dem 16. August 1991 steuerte die Deutsche Bundesbahn die Stellwerke in Freiham, Weßling und Herrsching durch die Betriebssteuerzentrale (BSZ) in München-Pasing fern. Damit wurde an der Bahnstrecke Pasing–Herrsching kein Betriebspersonal mehr benötigt. Zum 21. April 2013 ersetzte die Deutsche Bahn die Betriebssteuerzentrale durch das neue elektronische Stellwerk (ESTW) München Südwest, das die Fernsteuerung der bestehenden Spurplanstellwerke übernahm.

## Fahrzeugeinsatz

### Lokomotiven und Reisezugwagen
Für den Betrieb auf der Strecke lieferte die Lokomotivfabrik Krauss & Comp. fünf Nassdampf-Tenderlokomotiven der Gattung D VIII an die Königlich Bayerischen Staatseisenbahnen. Für den Personenverkehr waren zur Eröffnung 16 Lokalbahnwagen der Gattungen BL, BCL, Ci und P.Post.L vorhanden. Planmäßig waren die Personenzüge aus einer Lokomotive und fünf Wagen gebildet, Züge zur Beförderung von Eilstückgut erhielten zusätzlich einen gedeckten Güterwagen der Gattung GLmn. Neben der Gattung D VIII bespannten die Bayerischen Staatseisenbahnen die Züge auf der Strecke vor allem mit Schlepptenderlokomotiven der Gattungen B V, B VI, B VIII, B IX, C III und C IV sowie mit Tenderlokomotiven der Gattungen D VII, D IX, D XI und D XII.
Mit dem Beginn des elektrischen Betriebes stellte die Deutsche Reichsbahn 1925 die lokomotivbespannten Personen- und Güterzüge auf der Strecke vollständig auf Elektrolokomotiven der Gattung EP2 um, ab 1927 als Baureihe E 32 bezeichnet. Ab Ende der 1920er Jahre setzte die Deutsche Reichsbahn zweiachsige Ganzstahlwagen, sogenannte Donnerbüchsen, in den Personenzügen ein.
Im Güterverkehr kamen neben der Baureihe E 32 Elektrolokomotiven der Baureihen E 44, E 75 und E 91 des Bahnbetriebswerks München Hbf zum Einsatz. 1938 setzte die Deutsche Reichsbahn zudem die elektrischen Rangierlokomotiven der Baureihe E 60 zwischen München-Laim und Herrsching ein. Der Rangierdienst im Gleisanschluss des Tanklagers Krailling wurde ab dem Bahnhof Freiham mit eigenen Werkslokomotiven der Bauart WR 360 C 14 durchgeführt. Ab 1951 übernahm die Deutsche Bundesbahn die Rangierarbeiten im Gleisanschluss.
Da aufgrund steigender Fahrgastzahlen das Zuggewicht zunahm, setzte die Deutsche Bundesbahn ab 1952 vor einigen Personenzügen eine zusätzliche Vorspannlokomotive der Baureihe E 32 ein. Am 23. Mai 1954 führte die Deutsche Bundesbahn den Wendezugbetrieb zwischen München und Herrsching ein. Die Wendezüge wurden aus Mitteleinstiegswagen und ab 1955 dreiachsigen Umbau-Wagen gebildet, die mit Lokomotiven der Baureihe E 44 G bespannt wurden. Gleichzeitig endete der Einsatz der Baureihe E 32 auf der Strecke. Ab 1957 setzte die Deutsche Bundesbahn vor den Wendezügen Einheitselektrolokomotiven der Baureihe E 41 ein. Mit der Aufnahme des S-Bahn-Verkehrs endete der Einsatz lokbespannter Personenzüge weitgehend. Lediglich auf den S-Bahn-Ergänzungszügen bis Unterpfaffenhofen-Germering kamen n-Wagen-Garnituren zum Einsatz, die in den Fahrplanjahren 1975 und 1976 noch von Schnellzuglokomotiven der Baureihe E 16, später von Einheitselektrolokomotiven gezogen wurden.
Die Überführungsfahrten zum Ausbesserungswerk Neuaubing und die Kesselwagenzüge zum Tanklager Krailling bespannte die Deutsche Bundesbahn bis in die 1960er Jahre zum Teil mit Dampflokomotiven. Danach kamen vor diesen Zügen die Baureihe E 41 und Diesellokomotiven der Baureihen V 160 und V 60 zum Einsatz. Bis 1971 setzte die Deutsche Bundesbahn vor Übergabezügen nach Herrsching noch die Baureihe E 75 ein.
DB Cargo setzt vor den Übergabezügen zum Tanklager und Flüssiggaslager Krailling Diesellokomotiven der Baureihe 294 ein, bis etwa 2010 waren Lokomotiven der Baureihe V 60 im Einsatz.

### Triebwagen

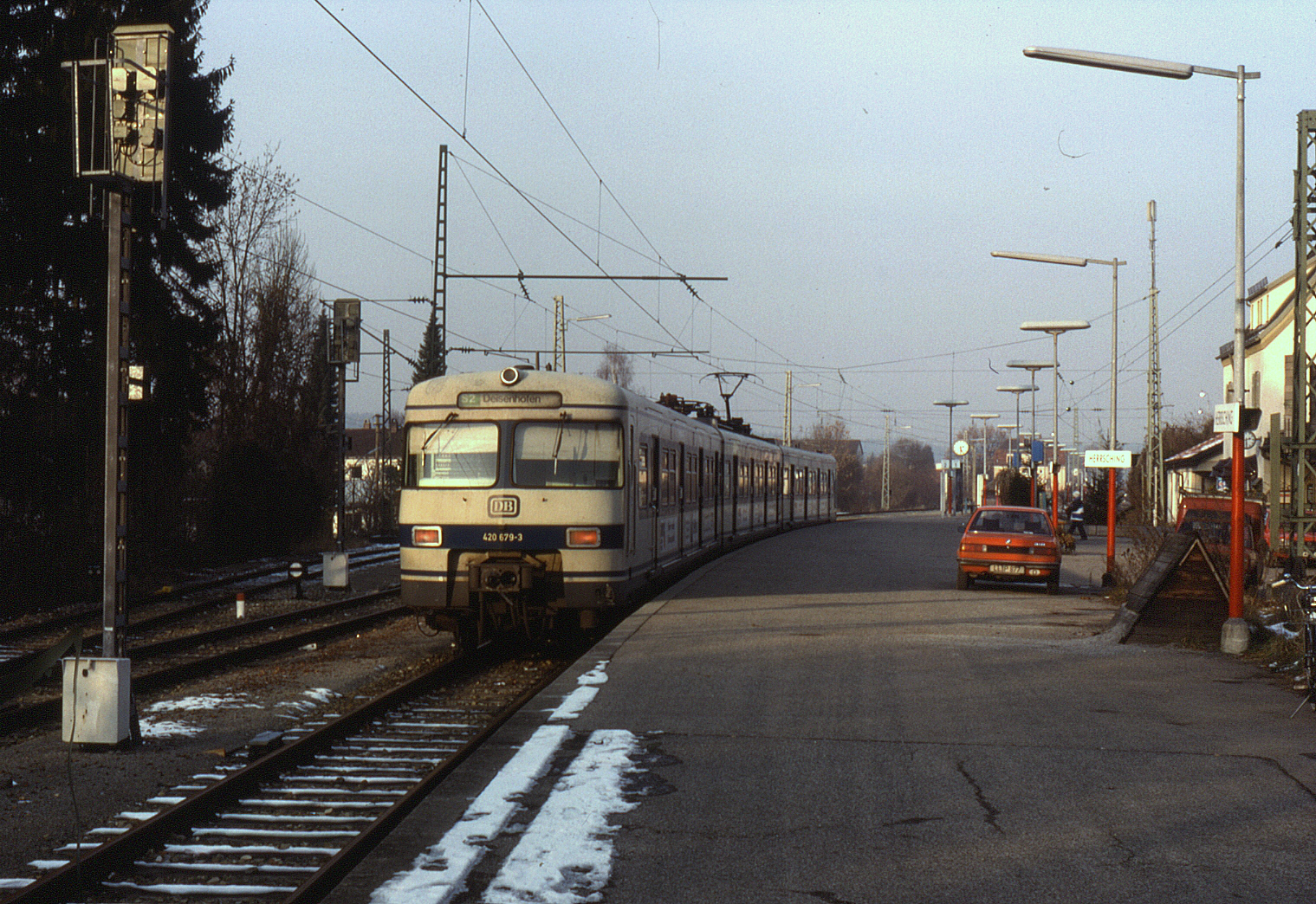
Triebwagen der Baureihe 420 im Bahnhof Herrsching (1989)

Ab 1906 setzten die Königlich Bayerischen Staatseisenbahnen zwischen München und Herrsching die für den Münchner Vorortverkehr neu beschafften vierachsigen Dampftriebwagen der Gattung MCCi ein. Vier Dampftriebwagen wurden 1924 zu Elektrotriebwagen mit den Nummern elT 701–704 (ab 1940: ET 85 01–04) umgebaut und kamen nach der Elektrifizierung weiterhin auf der Herrschinger Strecke zum Einsatz. Die Deutsche Bundesbahn setzte die Triebwagen noch bis 1956 zwischen München und Weßling ein. Von Juni 1956 bis zum 20. Mai 1957 waren auf der Strecke die nur vorübergehend im Bw München Hbf stationierten Elektrotriebwagen der Baureihe ET 30 im Einsatz. Zwischen 1958 und 1961 verkehrten im Vorortverkehr bis Unterpfaffenhofen-Germering Triebwagen der Baureihe ET 32.
Mit der Aufnahme des S-Bahn-Betriebs am 28. Mai 1972 übernahmen die dreiteiligen S-Bahn-Triebwagen der Baureihe 420 den Personenverkehr auf der Strecke. Lediglich die Werkspersonenzüge zum Ausbesserungswerk Neuaubing wurden bis 1974 mit Triebwagen der Baureihe 485 gefahren. Zum 21. Juni 2003 stellte die Deutsche Bahn die S 5 Ebersberg–Herrsching als letzte Münchner S-Bahn-Linie von der Baureihe 420 auf die neuen vierteiligen Elektrotriebwagen der Baureihe 423 um. Vom April 2019 bis Dezember 2024 kamen auf den Verstärkerzügen bis Weßling erneut Triebwagen der Baureihe 420 zum Einsatz. Seit dem Fahrplanwechsel am 13. Dezember 2024 wird der Verkehr ausschließlich mit Triebwagen der Baureihe 423 abgewickelt.

## Verkehr

### Personenverkehr

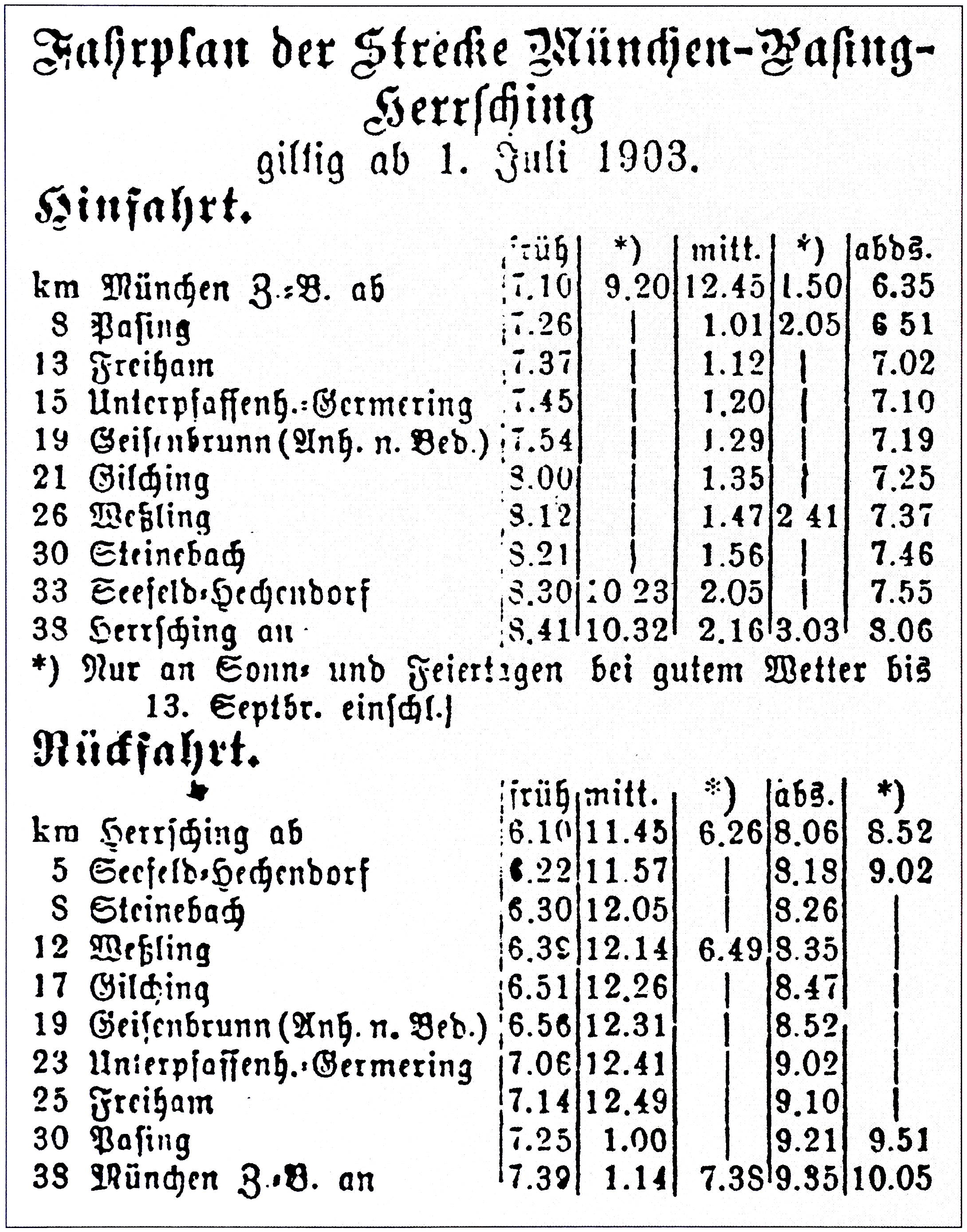
Erster Fahrplan München–Pasing–Herrsching vom 1. Juli 1903

Im ersten Fahrplan ab dem 1. Juli 1903 setzten die Königlich Bayerischen Staatseisenbahnen täglich drei Zugpaare zwischen München und Herrsching ein, die am Starnberger Flügelbahnhof des Münchner Centralbahnhofs begannen und alle Zwischenstationen auf der Strecke bedienten. An Sonn- und Feiertagen im Sommer verkehrten bei gutem Wetter zwei zusätzliche Badezüge, die lediglich in Pasing, Weßling und Seefeld-Hechendorf hielten. Die regulären Personenzüge benötigten für die Strecke München Centralbahnhof–Herrsching etwa 90 Minuten, während die Badezüge die Strecke in 72 Minuten zurücklegten. Der Fahrpreis für eine einfache Fahrt von München nach Herrsching lag im Eröffnungsjahr bei 2,10 Mark in der zweiten und 1,40 Mark in der dritten Wagenklasse; Wagen erster Klasse wurden nicht mitgeführt.
Aufgrund des hohen Fahrgastaufkommens erweiterten die Königlich Bayerischen Staatseisenbahnen das Zugangebot bis 1906 auf acht Zugpaare pro Tag. Durch die Streckenausbauten konnte die Fahrzeit bis 1914 auf 71 bis 76 Minuten für die Regelzüge und 55 bis 63 Minuten für die Badezüge reduziert werden. Im Sommerfahrplan 1914 verkehrten täglich weiterhin acht Zugpaare zwischen München Hbf und Herrsching, die zum Teil alle Stationen bedienten, zum Teil zwischen Pasing und Weßling ohne Halt durchfuhren. An Sonn- und Feiertagen setzten die Bayerischen Staatsbahnen sieben zusätzliche Badezüge in Richtung Herrsching und fünf in Richtung München ein, die größtenteils nur an den Zwischenstationen Pasing, Weßling, Steinebach und Seefeld-Hechendorf hielten. Zusätzlich waren ein Zugpaar von München Hbf nach Weßling und drei Zugpaare im Vorortverkehr von München Hbf nach Freiham vorgesehen. Im Ersten Weltkrieg reduzierten die Bayerischen Staatsbahnen das Zugangebot bis 1918 wegen Fahrzeugmangels auf vier Zugpaare an Werktagen und sechs an Sonn- und Feiertagen.
Mit der Aufnahme des elektrischen Betriebes konnte die Deutsche Reichsbahn zum Sommerfahrplan 1925 die Fahrzeit der Regelzüge auf 54 bis 63 Minuten senken und die Zugzahlen deutlich erhöhen. Fortan begannen alle Züge im Starnberger Flügelbahnhof des Münchner Hauptbahnhofs und wurden bis Pasing zum größten Teil über die Vorortbahn geführt. Zwischen München Hbf und Herrsching verkehrten nun an Werktagen 14 Zugpaare und an Sonn- und Feiertagen im Sommer bei gutem Wetter bis zu 16 Zugpaare. Ergänzend zu den durchgehenden Zügen fuhren zwei Zugpaare zwischen München und Weßling, elf Zugpaare bis Unterpfaffenhofen-Germering, zwei bis Freiham und zwei weitere bis Neuaubing. In den 1930er Jahren baute die Deutsche Reichsbahn das Zugangebot weiter aus, sodass im Sommerfahrplan 1939 zwischen München und Herrsching an Werktagen 18 und an Sonn- und Feiertagen im Sommer bis zu 22 Zugpaare zum Einsatz kamen. Der Vorortverkehr wurde bis 1939 auf 17 Zugpaare von München nach Unterpfaffenhofen-Germering und vier Zugpaare bis Freiham erweitert. Im Zweiten Weltkrieg verringerte die Deutsche Reichsbahn das Angebot und stellte die Badezüge zum größten Teil ein. 1943 waren werktags noch 14 Zugpaare zwischen München und Herrsching im Einsatz.
In der Nachkriegszeit blieben die Zugzahlen zunächst geringer als vor dem Krieg. So verkehrten Anfang 1946 nur fünf Zugpaare, 1947 dann wieder 14 Zugpaare über die Gesamtstrecke. Aufgrund der steigenden Fahrgastzahlen verbesserte die Deutsche Bundesbahn das Zugangebot bis in die 1950er Jahre wieder. Ab Anfang der 1950er Jahre führte die Deutsche Bundesbahn einzelne Züge zwischen München und Herrsching als Nahschnellverkehrszüge (N) mit weniger Zwischenhalten und einer auf 50 Minuten verkürzten Fahrzeit, während die Fahrzeit der Regelzüge bei etwa 60 Minuten lag. Im Sommerfahrplan 1953 setzte die Deutsche Bundesbahn von Montag bis Freitag 19 und am Wochenende bis zu 20 Zugpaare zwischen München Hbf und Herrsching ein, sodass Herrsching zu den meisten Tageszeiten etwa stündlich angeschlossen war. Diese wurden werktags durch ein Zugpaar von München nach Weßling, drei bis Gilching-Argelsried, neun bis Unterpfaffenhofen-Germering und ein Zugpaar bis Neuaubing verstärkt. In den folgenden Jahren blieben die Zugzahlen bis 1972 weitgehend konstant.
Mit Inbetriebnahme der S-Bahn München führte die Deutsche Bundesbahn einen Taktfahrplan auf der Strecke Pasing–Herrsching ein. Ab dem 28. Mai 1972 verkehrte die Linie S 5 im 20-Minuten-Takt vom Münchner Ostbahnhof nach Unterpfaffenhofen-Germering und im 40-Minuten-Takt weiter nach Herrsching. In der morgendlichen und nachmittäglichen Hauptverkehrszeit wurde der 20-Minuten-Takt bis Herrsching ausgedehnt. Ergänzend setzte die Deutsche Bundesbahn einzelne Nahverkehrszüge als Verstärker im S-Bahn-Ergänzungsverkehr zwischen Unterpfaffenhofen-Germering und München-Pasing ein, die ab Pasing weiter ohne Halt nach München Hbf oder über die Sendlinger Spange nach Deisenhofen und Höllriegelskreuth verkehrten. Noch bis 1974 verkehrte ein Zugpaar im Werkspersonenverkehr von Pasing zum Ausbesserungswerk Neuaubing.
Ab 1981 band die Deutsche Bundesbahn einige Züge der S 5 ab München Ostbahnhof weiter nach Giesing und vereinzelt bis Deisenhofen durch. Mit der Fertigstellung des zweigleisigen Ausbaus wurde ab 1987 ein durchgehender 20-Minuten-Takt bis Weßling angeboten und die einzelnen Verstärkerzüge ebenfalls von Unterpfaffenhofen-Germering bis Weßling verlängert. Im Mai 1992 tauschte die Deutsche Bundesbahn die östlichen Endpunkte der Linien S 4 und S 5; fortan verkehrte die S 5 im 20-Minuten-Takt von Weßling nach Grafing Bahnhof und im 40-Minuten-Takt von Herrsching nach Ebersberg.
Im Zuge eines weiteren Linientausches fuhr die S 5 ab dem 12. Dezember 2004 von Herrsching nach Holzkirchen. Gleichzeitig führte die Deutsche Bahn anstelle der einzelnen Verstärkerzüge einen 10-Minuten-Takt in der Hauptverkehrszeit zwischen Germering-Unterpfaffenhofen und Deisenhofen ein. Zum Fahrplanwechsel im Dezember 2009 wurde die Linienbezeichnung S 5 aufgehoben, seitdem wird die Bahnstrecke München-Pasing–Herrsching durch die Linie S 8 vom Flughafen München nach Herrsching bedient. Seit Dezember 2023 fahren die Züge ganzjährig auf der gesamten Strecke im 20-Minuten-Takt. Bis nach Germering-Unterpfaffenhofen und teilweise weiter nach Weßling verkehren in der Hauptverkehrszeit Verstärkerzüge, die auf diesem Abschnitt einen 10-Minuten-Takt herstellen. Seit Dezember 2024 werden die Verstärker als eigenständige Linie S 5 von Kreuzstraße nach Weßling geführt.

### Güterverkehr
Der Güterverkehr auf der Lokalbahn Pasing–Herrsching war zur Betriebsaufnahme ausschließlich von lokaler Bedeutung. Zunächst verkehrten an Werktagen zwei planmäßige Güterzugpaare zwischen München und Herrsching. Im Eröffnungsjahr 1903 transportierten die Königlich Bayerischen Staatseisenbahnen insgesamt 11.307 Tonnen Güter über die Strecke, im ersten vollständigen Betriebsjahr 1904 waren es 22.487 Tonnen. Aufgrund des hohen Verkehrsaufkommens im Personenverkehr kamen, anders als auf anderen bayerischen Lokalbahnen, von Beginn an von den Personenzügen getrennte Güterzüge für Massengüter zum Einsatz. Diese beförderten vor allem Baustoffe, Holz, Kohlen sowie landwirtschaftliche Produkte wie Kartoffeln, Zuckerrüben, Kunstdünger und Großvieh, die an den Laderampen und Ladestraßen der einzelnen Stationen umgeschlagen wurden. Für den Transport von Eilgut, Milch und Käselaiben wurden auch gemischte Züge eingesetzt, wofür ein Güterwagen an die regulären Personenzüge angehängt wurde. In den ersten Betriebsjahren stieg das Güterverkehrsaufkommen fortwährend an, sodass die Bayerischen Staatseisenbahnen 1910 bereits 50.770 Tonnen Güter auf der Strecke beförderten.
Von 1910 bis in die 1930er Jahre bedienten die Königlich Bayerischen Staatseisenbahnen in Geisenbrunn einen Gleisanschluss zu einem Tonwerk, über den täglich ein Güterwagen zugestellt und abholt wurde.
1935 nahm die Wirtschaftliche Forschungsgesellschaft (WiFo) einen Gleisanschluss vom Bahnhof Freiham zum neu errichteten Tanklager Krailling in Betrieb, über den die Deutsche Reichsbahn mittels Kesselwagen Treibstoff für die Wehrmacht transportierte. Einen weiteren Gleisanschluss richtete die Deutsche Reichsbahn Ende der 1930er Jahre bei Weichselbaum ein, der zur Anlieferung von Flugzeugteilen für das Werk Oberpfaffenhofen des Flugzeugherstellers Dornier-Werke diente. Durch diese beiden strategisch bedeutsamen Gleisanschlüsse nahm der Güterverkehr auf der Strecke vor und während des Zweiten Weltkriegs erheblich zu. Alleine über den Gleisanschluss zum Tanklager Krailling beförderte die Deutsche Reichsbahn 1941 etwa 368.000 Tonnen Treibstoff. In der Nachkriegszeit wies das Tanklager nach Übernahme durch die amerikanische Armee weiterhin erheblichen Güterverkehr auf; 1948 wurden 606.000 Tonnen Treibstoff über den Gleisanschluss transportiert. Ab 1959 wurden Tanklager und Gleisanschluss zunächst durch die Vereinigte Tanklager und Transportmittel GmbH (VTG), später durch die Industrieverwaltungsgesellschaft (IVG) betrieben.
Ab den 1960er Jahren ging mit der steigenden Bedeutung des Straßengüterverkehrs der örtliche Güterverkehr zwischen Pasing und Herrsching zunehmend zurück. In den 1980er Jahren stellte die Deutsche Bundesbahn den Wagenladungsverkehr schrittweise an den meisten Bahnhöfen ein: Am Bahnhof Freiham endete der Ortsgüterverkehr 1980, in Steinebach 1983, in Weßling 1987, in Seefeld-Hechendorf 1989 und in Unterpfaffenhofen-Germering 1990. Den Wagenladungstarifpunkt am Bahnhof Herrsching schloss die Deutsche Bahn am 1. September 1994, damit endete gleichzeitig der Güterverkehr zwischen Weichselbaum und Herrsching vollständig. Es verblieb die Bedienung der Gleisanschlüsse zu einem Gas-Tanklager im Bahnhof Neuaubing, zum Tanklager Krailling der IVG ab dem Bahnhof Freiham und zu den Dornier-Werken in Weichselbaum. 1997 wurde das Gaslager nach Krailling verlegt und fortan über den Gleisanschluss am Bahnhof Freiham bedient, das Anschlussgleis in Neuaubing wurde stillgelegt.

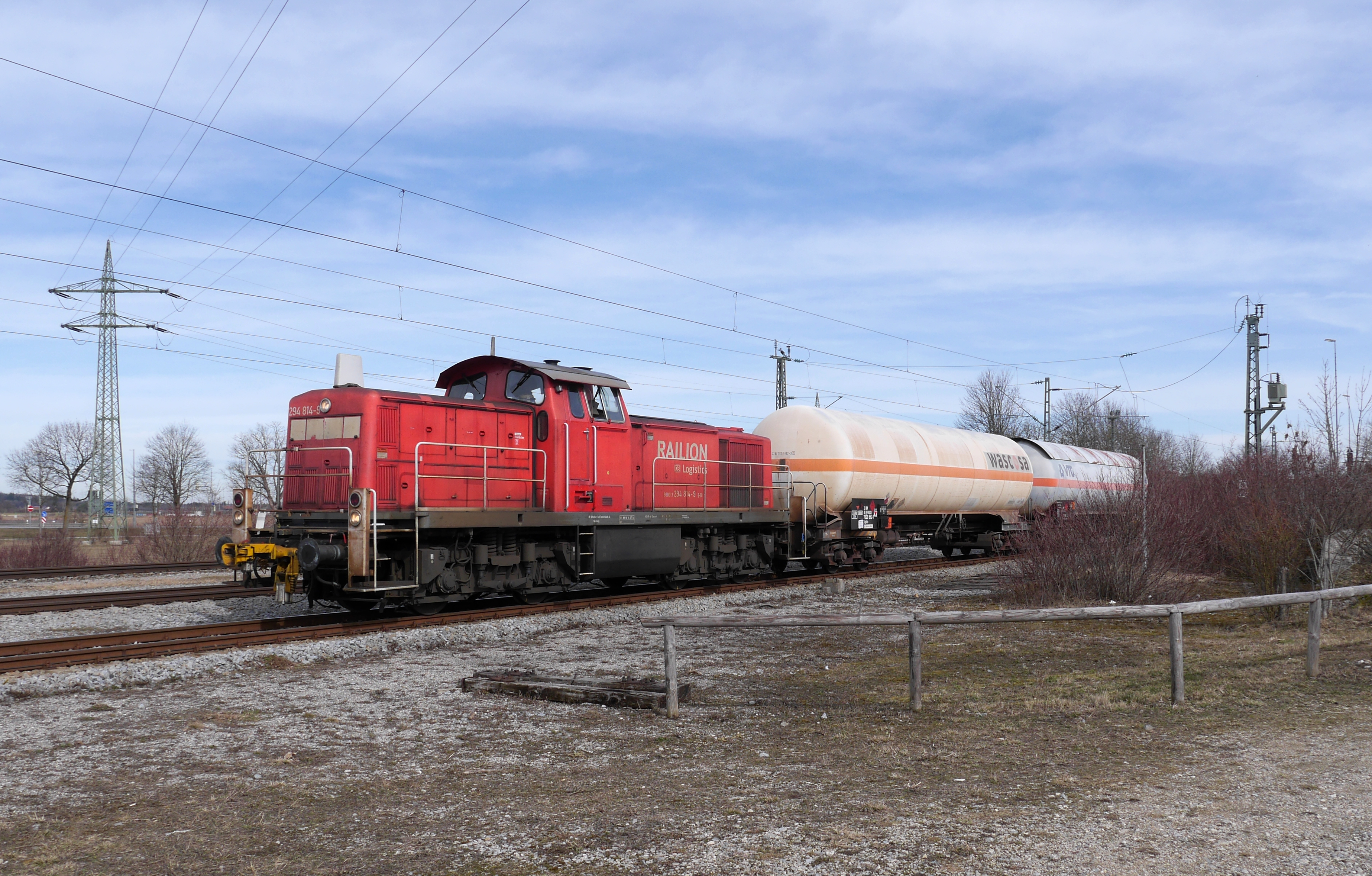
Diesellokomotive der Baureihe 294 mit Güterzug zum Flüssiggaslager im Bahnhof Freiham (2019)

2003 stellte die Deutsche Bahn die Bedienung des Gleisanschlusses zu den Dornier-Werken ein. Seitdem bedient DB Cargo nur noch den Gleisanschluss vom Bahnhof Freiham zum Tanklager Krailling und zum Flüssiggaslager. Zum Gaslager verkehren pro Woche etwa zwei bis drei Übergabezüge mit Kesselwagen. Ab Dezember 2014 wurde vorübergehend nur noch das Flüssiggaslager bedient, Ende 2016 das Anschlussgleis zum Tanklager aber wieder hergestellt.

## Kursbuchstrecken
Im Reichs-Kursbuch war die Strecke München–Herrsching zunächst unter der Nummer 311c, später unter der Nummer 297e verzeichnet. Parallel dazu war eine eigene Kursbuchstrecke 313i für den Vorortverkehr von München nach Neuaubing und Freiham vorhanden. Im neuen Nummernsystem des Amtlichen Kursbuchs für das Reich, das später von der Deutschen Bundesbahn übernommen wurde, war der Vorortverkehr wieder in die Haupttabelle integriert, zunächst unter der Nummer 403a. Mit Betriebsaufnahme der S-Bahn erhielt die Strecke die neue Kursbuchstrecke 995 Herrsching–München Ostbahnhof. Mit dem Linienwechsel auf die S 8 hat sie seit 2009 die Kursbuchstreckennummer 999.8 inne.
| Zeitraum  | Nummer | Strecke                                                       |
| --------- | ------ | ------------------------------------------------------------- |
| 1905      | 311c   | München – Herrsching                                          |
| 1914–1939 | 297e   | München – Herrsching                                          |
| 1935–1939 | 403a   | München Hbf Starnberger Bf – Herrsching                       |
| 1940–1952 | 401e   | München Hbf Starnberger Bf – Herrsching                       |
| 1952–1972 | 401a   | München Hbf Starnberger Bf – Herrsching                       |
| 1972–1981 | 995    | Herrsching – Unterpfaffenhofen-Germering – München Ostbahnhof |
| 1981–1991 | 995    | Herrsching – München – Giesing                                |
| 1991–1992 | 995    | Herrsching – München – Ebersberg                              |
| 1992–2004 | 999.5  | Herrsching – München – Ebersberg                              |
| 2004–2009 | 999.5  | Herrsching – München – Holzkirchen                            |
| seit 2009 | 999.8  | Herrsching – München – München Flughafen                      |